# Отравление Алексея Навального
Отравле́ние Алексе́я Нава́льного, российского оппозиционного лидера, основателя Фонда борьбы с коррупцией (ФБК), произошло в России в августе 2020 года.
Первые признаки отравления проявились у Алексея Навального 20 августа во время перелёта из Томска в Москву. Самолёт совершил экстренную посадку в Омске. Навального в бессознательном состоянии доставили в отделение токсикореанимации городской клинической больницы № 1, где его ввели в искусственную кому и подключили к аппарату искусственной вентиляции лёгких. Два дня спустя, 22 августа, Навального перевезли на лечение в клинику «Шарите» в Берлине (Германия). 7 сентября 2020 года его вывели из искусственной комы, а 14 сентября отключили от аппарата ИВЛ. 22 сентября Навальный был выписан из «Шарите». Он прошёл реабилитацию в Германии, после окончания которой 17 января 2021 года вернулся в Россию, где был задержан по прилёте в московском аэропорту Шереметьево по обвинению в нарушении условий испытательного срока по уголовному делу «Ив Роше».
2 сентября Федеральное правительство Германии со ссылкой на исследования, проведённые спецлабораторией бундесвера, заявило, что Навальный был отравлен веществом нервно-паралитического действия группы «Новичок». Позже отравление «Новичком» со ссылкой на результаты собственных исследований в лабораториях, сертифицированных Организацией по запрещению химического оружия (ОЗХО), подтвердили Франция и Швеция. Германия заявила, что использование «Новичка» является «грубым нарушением» Конвенции о запрещении химического оружия и обратилась за помощью в ОЗХО, которая провела собственное исследование биологических проб Навального и 6 октября подтвердила выводы германской, французской и шведской лабораторий о наличии в анализах следов вещества семейства «Новичок». При этом в отчёте ОЗХО уточнялось, что Навального отравили новой разновидностью «Новичка», которая не была включена в список контролируемых химикатов Конвенции о запрещении химического оружия.
Отравление Навального вызвало международный резонанс. 3 сентября внешнеполитическое ведомство Евросоюза выступило с декларацией, в которой от имени всех 27 стран — членов ЕС, а также Норвегии, Исландии, Лихтенштейна, Северной Македонии, Черногории, Грузии и Украины «самым решительным образом осуждалось покушение на Алексея Навального, который был отравлен военным химическим нервно-паралитическим веществом группы „Новичок“, аналогичным тому, которое использовалось при покушении на Сергея и Юлию Скрипаль в Солсбери 4 марта 2018 года». В декларации отмечалось, что «использование химического оружия при любых обстоятельствах полностью неприемлемо» и является серьёзным нарушением международных норм и прав человека. Евросоюз заявил о необходимости сформулировать общий международный ответ России и призвал российское правительство сотрудничать с ОЗХО и «обеспечить беспристрастное международное расследование». Канцлер ФРГ Ангела Меркель выступила с заявлением, в котором назвала покушение на жизнь Навального попыткой заставить его замолчать, «преступлением против основных ценностей, за которые мы выступаем». Борис Джонсон, в свою очередь, заявил, что отравление Навального «потрясло мир» и назвал «возмутительным» использование Россией химического оружия. 15 октября «за использование химического оружия для попытки убийства Алексея Навального» Евросоюз ввёл санкции против директора ФСБ Александра Бортникова и пяти других высокопоставленных российских чиновников и силовиков, а также против ГосНИИОХТа, который занимался разработкой «Новичка». В тот же день о введении аналогичных санкций объявила Великобритания. По данным ЕС, отравление Навального стало возможно «только с согласия администрации президента» и при участии ФСБ. Сам Навальный считал, что за покушением на его жизнь стоит лично президент России Владимир Путин.
14 декабря 2020 года вышло совместное расследование The Insider, Bellingcat и CNN при участии Der Spiegel, утверждающее, что покушение на Навального совершила группа из восьми оперативников ФСБ, действовавшая под прикрытием Института криминалистики ФСБ. Авторы расследования назвали имена и псевдонимы сотрудников, предположительно участвовавших в отравлении. Спустя несколько дней Навальный опубликовал аудиозапись телефонного разговора с одним из фигурантов расследования — военным химиком Константином Кудрявцевым, который, приняв Навального за помощника секретаря Совета безопасности России и бывшего директора ФСБ Николая Патрушева, рассказал о своём участии в неудавшейся операции. ФСБ назвало этот звонок подделкой. Владимир Путин охарактеризовал это расследование как «легализацию материалов американских спецслужб» и заявил, что если бы российские спецслужбы хотели отравить Навального, то довели бы дело до конца.
Российские власти отрицают все обвинения в причастности к отравлению, ссылаясь на то, что в анализах Навального, проведённых в России, никаких ядов выявлено не было, а также заявляя, что Германия не предоставила российским властям какие-либо доказательства их наличия. В Генпрокуратуре РФ заявили, что не видят оснований для возбуждения уголовного дела по факту произошедшего; СК и МВД России отказались возбуждать дела по результатам проверки. МИД России назвал отравление Навального «Новичком» «фантастической, по сути, историей, инициированной с подачи Берлина его евроатлантическими союзниками вкупе с руководством Технического секретариата ОЗХО по заранее спланированному конспирологическому сценарию».
Согласно опросам Левада-центра, об отравлении Навального слышали в сентябре 2020 года — 77 %, а в декабре 2020 года — 78 % респондентов, при этом 17 % россиян внимательно следят за развитием событий. Среди тех, кто слышал об отравлении, 30 % считают отравление инсценировкой, 19 % — провокацией западных спецслужб, 15 % — покушением со стороны российских властей, 7 % — местью одного из фигурантов расследований Навального. При этом инсценировкой или провокацией Запада в основном считают люди старшего поколения, доверяющие телевидению, тогда как молодёжь и активные пользователи Интернета чаще винят в отравлении российские власти.
В конце января 2022 года вышел документальный фильм канадского режиссёра Дэниела Роэра «Навальный», рассказывающий об отравлении и последующих событиях.

## Ход событий

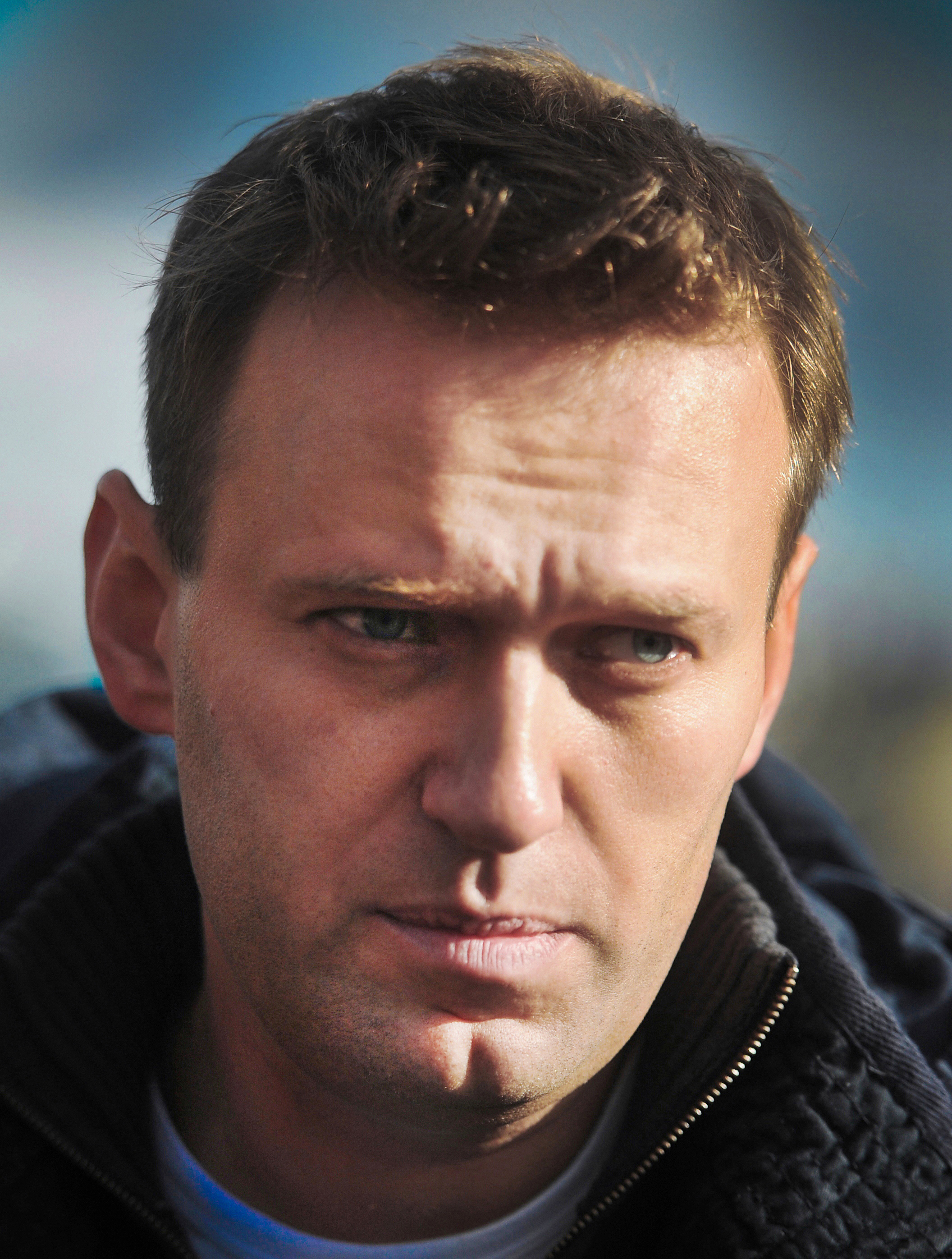
Алексей Навальный

### События перед отравлением
В течение нескольких дней до отравления Навальный с командой побывал в Новосибирске, а затем — в Томске. Целью поездки являлись два местных расследования Фонда борьбы с коррупцией, а также поддержка кандидатов, продвигаемых по системе «Умное голосование», на местных выборах. В Томске Навальный и его команда остановились в гостинице «Xander Hotel», которая, согласно расследованию интернет-издания «Тайга.инфо», связана с местными высокопоставленными чиновниками, бывшими силовиками и сотрудниками ФСБ, благодаря чему ФСБ могла полностью контролировать всё, что происходило в гостинице во время визита Навального.

### Отравление и госпитализация
Утром 20 августа 2020 года Навальный, его пресс-секретарь Кира Ярмыш и помощник Илья Пахомов совершали перелёт из Томска в Москву (аэропорт Домодедово) рейсом S72614 авиакомпании S7 Airlines. Самолёт вылетел в 8:01 по томскому времени (4:01 МСК). По словам Киры Ярмыш, в течение первого получаса полёта Навальный почувствовал недомогание, он отказался от напитков, которые развозили бортпроводники, и вышел в туалет. По словам летевшего тем же рейсом Ильи Агеева, Навальный находился в туалете около 20 минут и туда за это время собралась очередь. По словам Навального, выйдя из туалета, он сказал бортпроводнику: «Меня отравили. Я умираю» — и лёг на пол. Узнав, что Навальному стало плохо, бортпроводники оказали ему первую медицинскую помощь «с использованием средств, доступных на борту». Другой пассажир рейса, Павел Лебедев, опубликовал в Instagram ролик, на котором слышно, как Навальный кричит (впоследствии Навальный рассказал, что не испытывал боли, но чувствовал, что умирает). В «Instagram Stories» Лебедев пояснил, что в начале полёта Навальный ушёл в туалет, где «ему стало очень плохо, его еле откачали, и [он] до сих пор кричит от боли. Что с ним, точно не говорят». Командир воздушного судна принял решение об экстренной посадке и взял курс на аэропорт Омска. Через пять минут после этого в омский аэропорт поступило сообщение о минировании, оказавшееся впоследствии ложным. Началась эвакуация людей из аэровокзала. Позднее аэропорт Омска на запрос Znak.com сообщил, что эвакуация людей из аэровокзала «никак не повлияла на оперативные действия служб аэропорта, связанных с оказанием своевременной медицинской помощи» Навальному. Приглашённый эксперт — гражданский пилот Андрей Литвинов — разъяснил в интервью телеканалу «Дождь», что сообщения о минировании, как правило, не могут помешать посадке самолётов.
Навального в бессознательном состоянии доставили в отделение токсикореанимации Городской клинической больницы скорой медицинской помощи № 1 г. Омска. Навальный поступил в больницу с комой неясного генеза. Через 10 минут после поступления врачи больницы ввели его в искусственную кому и подключили к аппарату искусственной вентиляции лёгких. По словам заместителя главврача Калиниченко, Навального поместили именно в токсикологическое отделение потому, что врачи скорой помощи поставили ему диагноз «отравление». Борис Теплых, один из участников консилиума врачей в Омске, сообщил, что его коллеги в первые же минуты сделали Навальному инъекции атропина (лекарственного препарата, который является антидотом при отравлении фосфорорганическими отравляющими веществами и, в частности, «Новичком») и что это помогло стабилизировать пациента. Кира Ярмыш заявила, что у Навального «токсическое отравление» и что в день вылета он ничего не ел, а только выпил чай, купленный в аэропорту Томска.
21 августа директор ФБК Иван Жданов и лечащий врач Навального Анастасия Васильева заявили, что в их присутствии представитель транспортной полиции (главное управление на транспорте МВД России) сообщил главному врачу больницы об обнаружении в организме Навального отравляющего вещества, которое представляет смертельную опасность не только для самого Навального, но и для окружающих, и что всем находящимся рядом с ним требуются специальные костюмы химзащиты. Позднее в тот же день главный врач больницы Александр Мураховский (который также является депутатом горсовета Омска и членом фракции «Единая Россия») сообщил, что в крови и моче Навального не было обнаружено следов ядов, но на коже и ногтях были найдены следы промышленного химического вещества 2-этилгексил дифенил фосфат. Представители омского МВД подтвердили эту информацию. В Минздраве Омской области объявили, что в результате анализов «оксибутираты, барбитураты, стрихнин, судорожные или синтетические яды не обнаружены. В моче обнаружен алкоголь и кофеин». Главврач больницы Мураховский заявил: «На сегодняшний день у нас есть рабочие диагнозы. Основной из этих рабочих диагнозов, к которому мы больше всего склоняемся, — это нарушение углеводного баланса, то бишь, нарушение обмена веществ. Вызвано это может быть резким понижением сахара в крови в самолёте, что вызвало потерю сознания». Согласно пресс-службе омского Минздрава, Мураховский также сообщил, что «окончательно был исключён диагноз „отравление“ на основании химико-токсикологической экспертизы». В запросе о правовой помощи в Германию от МВД г. Томска, датированном 27 августа, утверждалось, что Навальный находился в омской больнице «в период с 20 по 22 августа 2020 года с клиническим диагнозом: основной — нарушение углеводного обмена, сопутствующий — хронический панкреатит с нарушением внешне- и внутрисекреторной функции, обострение».
«Дело в том, что факт этой пониженной холинэстеразы был установлен в первые часы нашими медиками в больнице в Омске. И атропин, о котором говорят немцы и который делают сейчас пациенту, его начали вводить в первый час пребывания пациента в реанимации».
Личные врачи Навального Анастасия Васильева и Ярослав Ашихмин, а также врачи-специалисты, опрошенные BBC, Forbes, Znak.com и Meduza выступили с критикой диагноза омской больницы. Васильева заявила, что Мураховский подменил понятия: «Это отравление, на фоне которого развилось тяжёлое нарушение обмена веществ», а Ашихмин отметил, что нарушение обмена веществ нельзя назвать диагнозом, так как не установлена причина, по которой оно произошло. Как отметило издание Znak.com, «врачи-эндокринологи и реаниматологи считают, что <…> единственный диагноз, который можно на данном этапе поставить политику, — кома неясного генеза, но вместо него была выбрана формулировка „нарушение обмена веществ“». Член Европейской ассоциации токсикологических центров и клинических токсикологов Исмаил Эфендиев отметил, что компетенция омских врачей диссонирует с заявлениями руководства о ходе лечения Алексея Навального, а пройти мимо указывающих на отравление симптомов было невозможно. Впоследствии, когда стало известно об отравлении «Новичком», эксперт Британского общества токсикологов Джеймс Норрис отметил в интервью «Би-би-си», что симптомы отравления «Новичком» изучены плохо и что некоторые из них вполне позволяли омским врачам поставить Навальному диагноз «нарушение обмена веществ, вызванное гипогликемией». В частности, мышечные подёргивания, которые появляются при отравлениями ингибиторами холинэстеразы, «можно принять и за дрожь при гипогликемии».
Позже (14 сентября) агентство «Рейтер» опубликовало результаты беседы с пятью российскими медработниками, которые ранее отказывались разговаривать с журналистами. По их словам, врачи, первыми оказывавшие помощь Навальному после того, как ему стало плохо на борту самолёта, наблюдали у него клиническую картину отравления с симптомами, включая ступор и состояние спутанного сознания, а не какие-либо признаки нарушения обмена веществ. Нарушений обмена веществ и повышения уровня сахара в крови обнаружено не было: тест на глюкозу, проведённый ещё в самолёте, показал, что сахар в крови содержится в норме, вариант с диабетической комой был проверен и исключён за первые 12 минут после приземления. По словам одного из медработников, около десятка врачей, лечивших Навального в Омской больнице, не сомневались, что имеют дело именно с отравлением: «Каждый был уверен, что это отравление, клиническая картина указывала на это».
В марте 2023 года участник консилиума Александр Полупан сообщил, перед осмотром Навального ему настоятельно порекомендовали воспользоваться одноразовым халатом, а возле постели Навального стояла «специально выделенная женщина», которая следила, чтобы все надевали перчатки, и, отходя от кровати, тут же их снимали. По его словам, в приватных разговорах омские врачи были согласны с версией об отравлении ФОС. По мнению Полупана, мем о «нарушении метаболизма» родился с его подачи: так как структурная кома была уже исключена, он предложил начать исключать причины метаболической комы (к которым относятся экзогенные и эндогенные интоксикации, гипер- и гипогликемии, и т. д.). А Мураховский в разговоре с журналистами препутал термины и сказал «нарушение метаболизма».

### Транспортировка в Германию
20 августа канцлер ФРГ Меркель и президент Франции Макрон на совместной пресс-конференции заявили о готовности своих стран предоставить Навальному медицинскую помощь в клиниках своих стран. Пресс-секретарь президента РФ Дмитрий Песков пообещал оказать помощь в эвакуации Навального на лечение за границу, если поступят обращения за такой помощью. Личный врач Навального Анастасия Васильева ответила на предложение Кремля и опубликовала в своём твиттере просьбу о содействии в предоставлении медицинской документации для перевода Навального в ведущий токсикологический центр в Европе. С Васильевой связался заместитель министра здравоохранения Олег Салагай и предложил помочь с транспортировкой Навального. Песков при этом заявил, что ему ничего не известно об обращении соратников Навального.
21 августа президент Финляндии Ниинистё, по согласованию с канцлером ФРГ, в телефонном разговоре спросил у Владимира Путина, можно ли привезти Навального на лечение в Германию, на что Путин ответил, что для этого нет никаких политических препятствий.
В полдень (9:09 МСК) в Омск из Германии прибыл реанимационный самолёт Bombardier Challenger 604 для транспортировки Навального в берлинскую клинику «Шарите», организованный фондом Cinema for Peace Foundation, который ранее в 2018 году организовал транспортировку Петра Верзилова в эту же клинику после отравления; расходы взял на себя Борис Зимин и фонд семьи Зиминых (по словам Навального, транспортировка обошлась в 79 тыс. евро). По словам заместителя главного врача больницы Калиниченко, бригада германских врачей пришла к выводу, что Навального можно было немедленно перевезти в Германию, однако консилиум российских врачей счёл состояние Навального «нестабильным» и «нетранспортабельным» и отказал в разрешении на транспортировку. По словам Леонида Волкова, к 7 утра по омскому времени в переписке был согласован график, согласно которому Навального должны были погрузить на самолёт сразу после его посадки, во время дозаправки, чтобы он смог вылететь без задержки. Отказ омских врачей в перевозке он связал с появлением в больнице «людей в серых костюмах, которые заняли кабинет главврача».
Евросоюз призвал Россию разрешить безопасную и быструю транспортировку Навального за границу. Коллеги и родственники Навального обратились в Европейский суд по правам человека с просьбой запретить российским властям препятствовать транспортировке. ЕСПЧ в тот же день приступил к рассмотрению заявления о срочных мерах по перевозке Навального в Германию и на следующий день, 22 августа, обязал российские власти предоставить Юлии Навальной медицинскую карту мужа, допустить к нему его лечащего врача и проинформировать суд о лечении.
Жена Навального Юлия заявила, что не доверяет врачам больницы. По её мнению, врачи удерживают её мужа в клинике и не дают разрешения на его транспортировку на лечение в Европу, «чтобы то химическое вещество, которое находится в организме Алексея, исчезло». Юлия Навальная направила обращение к президенту РФ В. В. Путину, в котором потребовала разрешить его транспортировку на лечение в Германию. 21 августа в 21:40 МСК заместитель главврача Калиниченко сообщил, что состояние Навального удалось стабилизировать и консилиум врачей дал согласие на его перевозку в Германию.
Один из сотрудников омской больницы в интервью агентству «Рейтер» сообщил, что разрешение на перевозку Навального в Германию было дано сотрудником администрации президента без объяснения причин: «Мы сидели в кабинете, когда раздался звонок из Кремля и они сказали отпустить пациента… Все с облегчением выдохнули». Позже Владимир Путин заявил, что лично попросил Генпрокуратуру выпустить Навального за границу, так как тот имел ограничения на выезд из России. Навальный в ответ опроверг наличие таких ограничений.
В интервью 2023 года участник консилиума Александр Полупан сообщил, что решение признать Навального нетраснпортабельным было спущено из Москвы по линии Минздрава. Присутствовавшая в больнице представительница омского Минздрава запретила транспортировать Навального, если не исключено отравление. По словам Полупана, от приглашения немецких реаниматологов в больницу ожидалось, что они признают Навального нетраспортабельным, и будет «красивое завершение истории: немцы сами отказались его везти». Полупан заметил, что Навальному перед осмотром немецкими врачами в глаза был закапан атропин; по его мнению, это было сделано с целью имитировать вклинение головного мозга для признания Навального нетраспортабельным. Однако немецкие реаниматологи пришли к противоположному мнению, после чего российским врачам «поставили задачу» объяснять немцам нетранспортабельность Навального на консилиуме; Полупан отказался в нём участвовать. Далее, по словам Полупана, постепенно приходили ответы из химико-токсикологической лаборатории о том, что «того вещества не нашли, этого не нашли и так далее». В итоге пришла информация, что Навального можно вывозить.
22 августа в 8 утра по местному времени (4:59 по МСК) самолёт с Навальным на борту вылетел из Омска в Германию. Самолёт вылетел в Берлин не в тот же вечер, а на следующий день утром, из-за необходимости подготовить Навального к перелёту и получить слот для вылета, а также из-за регламента, установленного профсоюзом авиаперевозчиков ФРГ, согласно которому пилотам требовался отдых. В 09:47 МСК самолёт приземлился в военной зоне берлинского аэропорта Тегель, где паркуются правительственные самолёты. Согласно открытой информации авиатрекеров, самолёт должен был приземлиться в аэропорту Шёнефельд, что, по данным газеты Bild, было отвлекающим манёвром немецких спецслужб. После приземления Навальный был в сопровождении кортежа мотоциклистов, сотрудников Федерального ведомства уголовной полиции и нескольких машин скорой помощи перевезён в клинику «Шарите».

### Лечение в Германии
По словам Навального, лечение в клинике «Шарите» стоило 49 тыс. евро. Счёт на лечение оплатили Евгений Чичваркин, Сергей Алексашенко и IT-специалист Роман Иванов. Расходы на последующую реабилитацию взял на себя Евгений Чичваркин.
22 августа, по прибытии в Германию, Навальный, по данным ZDF, получил статус гостя канцлера, поэтому берлинская полиция взяла его под круглосуточную охрану.
24 августа «Шарите» опубликовала заявление, согласно которому клинические данные указывают на отравление веществом из группы ингибиторов холинэстеразы. Согласно заявлению, начаты исследования для установления конкретного вещества. Навальный по-прежнему находился в реанимации в тяжёлом состоянии, в искусственной коме, без острой угрозы для жизни. Как отметило издание Deutsche Welle, вещества, принадлежащие к фармакологической группе ингибиторов холинэстеразы, содержатся в инсектицидах, в боевых отравляющих веществах (зарине, VX и «Новичке»), в некоторых ядах природного происхождения, а также в некоторых медицинских препаратах, предназначенных для лечения амиотрофического склероза и болезни Альцгеймера.
26 августа, по данным журнала Spiegel, в ходе расследования отравления Навального немецкие специалисты начали изучать теракт 2015 года в Болгарии, когда была совершена попытка отравления болгарского бизнесмена Емельяна Гебрева, занимавшегося продажей оружия Украине. По данным болгарских правоохранительных органов, Гебрева пытались отравить агенты российских спецслужб. Из-за того, что Навальный был отравлен «таким же или очень похожим веществом», что и Гебрев, лечащие врачи Навального из госпиталя «Шарите» провели консультации со своими болгарскими коллегами, которые успешно вылечили Гебрева от отравления.
28 августа «Шарите» опубликовала заявление, согласно которому симптомы отравления ингибиторами холинэстеразы ослабевают; Алексей Навальный продолжает находиться в искусственной коме и подключён к аппарату искусственной вентиляции лёгких; его состояние остаётся тяжёлым, но серьёзной угрозы для жизни нет.
2 сентября, согласно заявлению «Шарите», Навальный находился в реанимации в тяжёлом состоянии, с искусственной вентиляцией лёгких. По мнению представителей «Шарите», болезнь будет длительной.
7 сентября «Шарите» выпустила пресс-релиз, согласно которому Навальный был выведен из искусственной комы и начал реагировать на речь. Врачи начали поэтапно переводить его с искусственной вентиляции лёгких на естественное дыхание.
Официальный представитель Медико-санитарной службы Германии заявил, что Институт фармакологии и токсикологии Бундесвера засекретил анализы Навального. Германия считает недопустимой передачу этой информации России, так как «дополнительная информация о результатах исследований может позволить сделать выводы о конкретных навыках и знаниях Бундесвера в отношении соответствующих веществ. В столь чувствительной сфере это недопустимо по соображениям безопасности и интересов ФРГ».
14 сентября «Шарите» сообщила, что Навальный отключён от аппарата ИВЛ, проходит мобилизацию и может ненадолго вставать с постели. По сообщению NYT, Алексей Навальный осознаёт своё состояние и всё произошедшее с ним.
22 сентября Навальный был выписан из клиники «Шарите» после 32 дней нахождения в ней, 24 из которых он провёл в реанимации. «Шарите» сообщила, что врачи считают возможным полное выздоровление Навального, однако возможные долговременные последствия тяжёлого отравления можно будет оценить лишь впоследствии.
30 сентября Навальный сообщил, что проживает в съёмной квартире в Берлине вместе с женой и сыном. После выхода из комы ему с каждым днём становится лучше: он может подниматься по лестнице до пятого этажа, но по-прежнему испытывает большие проблемы со сном и не может засыпать без снотворного. Он каждый день тренируется и встречается с физиотерапевтом. По словам врачей, он сможет «восстановиться на 90 %, возможно, даже на 100 %».
13 октября Навальный со своей семьей переехал в деревню Ибах в земле Баден-Вюртемберг с целью отдохнуть и продолжить восстановление. Он жил в квартире в престижном комплексе с видом на Альпы, его дом охраняла вооружённая полиция.
23 ноября Навальный сообщил ФСИН, что проживает в берлинском отеле Arabel, где восстанавливает здоровье.
26 ноября Владимир Милов рассказал про текущее состояние реабилитации Навального: «У него одна нога немного подморожена и полностью до конца не восстановилась её функциональность». Навальный начал заниматься бегом.
В начале декабря Навальный уехал из Ибаха и находился во Фрайбурге (земля Баден-Вюртемберг, недалеко от Ибаха). В это время готовился фильм «Дворец для Путина. История самой большой взятки». Большая часть фильма была снята и подготовлена на студии «The Black Forest Studios» в небольшом городке Кирхцартен, сотрудники которой обязались хранить информацию о съёмках в тайне. Для работы над фильмом Навальный ездил в Дрезден, где ранее служил Путин, а также в Берлин, где посетил архивы, чтобы увидеть удостоверение Путина. Одновременно Навальный занимался в фитнес-студии AlbGym в городе Санкт-Блазиен с личным тренером Бьорном Лебером.
22 декабря «Шарите» с согласия Навального опубликовала в научном журналe «The Lancet» статью 14 врачей клиники о его лечении. В статье указано, что клиническая картина, диагностированная у Навального, полностью характерна для отравления фосфорорганическими веществами (брадикардия, потливость, гиперсаливация, сужение зрачков, периодические судороги). Как утверждается в статье, предварительный диагноз на основании этих симптомов был зафиксирован ещё в немецком медицинском самолёте, затем был подтверждён после выявления сильной подавленности холинэстеразы в организме Навального, а позже — после идентификации фосфорорганического соединения группы «Новичок» и продуктов его биотрансформации. В публикации описано влияние антидота (атропина) на выздоровление. По словам немецких врачей, «этот случай исключительно хорошо документирован и демонстрирует типичное ингибирование холинэстеразы, нервно-мышечную дисфункцию и введение антидота». Кроме того, по заявлениям медиков, анализы подтвердили, что атропин использовался ещё врачами в Омске. Раздел «Клинический курс» говорит, что при последнем контрольном посещении на 55-й день (13 октября 2020 года) было обнаружено «почти полное восстановление неврологических, нейропсихологических и нейрофизиологических показателей без признаков полинейропатии».
В связи с публикацией статьи клиника «Шарите» опубликовала «восьмое и последнее заявление», обобщающее, что отравление Навального «Новичком» было подтверждено тремя лабораториями и затем ОЗХО. Комментируя публикацию «The Lancet», Навальный отметил, что немецкие врачи не пишут о диабете и панкреатите, которые прямо или косвенно фигурировали в диагнозе омских врачей.
13 января 2021 года Алексей Навальный анонсировал своё возвращение в Россию 17 января на своей странице в социальной сети, отметив, что чувствует себя достаточно здоровым.
16 января Навальный поблагодарил в социальной сети Facebook всех, кто оказывал ему поддержку во время лечения в Германии, и охарактеризовал немцев как «действительно милейших людей с отличным чувством юмора, всегда старающихся помочь».
3 марта немецкое издание Bild опубликовало расследование, согласно которому власти России пытались шпионить за Навальным (а также Марией Певчих и Леонидом Волковым) во время его лечения в Германии. Для этого использовались сотрудники немецкого представительства компании RT, один их которых и поделился информацией с Bild, а также изложил свои воспоминания в книге «RT Deutsch Inside».

### Возвращение в Россию
17 января 2021 года Навальный возвратился вместе с женой Юлией, пресс-секретарём ФБК Кирой Ярмыш и адвокатом Ольгой Михайловой рейсом авиакомпании «Победа» из Берлина в Москву после лечения в Германии. Самолёт должен был приземлиться в аэропорту Внуково в 19:20 по московскому времени, однако при подлёте к Внуково выяснилось, что аэропорт закрыт «по техническим причинам» (по заявлению пресс-службы аэропорта — из-за щётки снегоуборочной машины, застрявшей в снегу точно на пересечении двух ВПП), и самолёт был перенаправлен в Шереметьево, совершив там посадку в 20:12. При прохождении паспортного контроля Навальный был задержан сотрудниками ФСИН. Адвокату, прилетевшему с Навальным, пройти с ним не разрешили.
Руководство аэропорта Внуково не разрешило журналистам снимать прибытие Навального. Зона прилёта международных рейсов была отгорожена высокой непрозрачной ширмой, а в аэропорт пропускали только тех, кто имел билеты на вылетающие рейсы. С утра около аэропорта дежурили десятки автозаков и автомобилей Росгвардии. За час до прилёта Навального там были задержаны встречавшие его Любовь Соболь и ещё несколько человек, включая журналистов. Около 18:45 людей начали вытеснять из здания аэропорта, ещё нескольких человек задержали в жёсткой форме (вынесли на руках и бросили на землю). Помимо этого, нескольких журналистов и активистов, собиравшихся вылететь в Москву с целью встречать Навального, задержали накануне в аэропорту Пулково Санкт-Петербурга. Общее число задержанных в связи с возвращением Навального составило 68 человек. По данным ОВД-Инфо, к нескольким встречавшим была применена сила, в том числе одного из них избили и ему рассекли глаз.
Председатель Евросовета Шарль Мишель, глава европейской дипломатии Жозеп Боррель, главы МИД Канады, Германии, Франции, Италии, Польши, Латвии, Литвы и Эстонии, госсекретарь США Майк Помпео, а также советник по нацбезопасности избранного президента США Байдена Джейк Салливан призвали незамедлительно освободить Навального. Amnesty International присвоила Навальному статус узника совести.
18 января Навальный решением Химкинского городского суда, заседание которого прошло прямо в отделении полиции, был арестован на 30 суток.
Верховный комиссар ООН по правам человека Мишель Бачелет, генсек НАТО Йенс Столтенберг и председатель Еврокомиссии Урсула фон дер Ляйен призвали немедленно освободить Навального. Правозащитный центр «Мемориал» признал Навального политзаключённым. По данным «ОВД-Инфо», на акциях в поддержку Навального в этот день было задержано более 70 человек, 56 из них в Санкт-Петербурге.
23 января по всей России, а также за рубежом, начались протесты в поддержку Алексея Навального с требованием освободить заключённого политика. По разным оценкам, в них приняло участие от 110—160 тысяч до 250—300 тысяч человек. По числу задержанных участников акции стали рекордными за всю историю современной России.

## Расследование причин отравления

### Расследование за рубежом
20 августа задержавшиеся в Томске сотрудники ФБК, остановившиеся в том же отеле, что и Навальный, узнав о предполагаемом отравлении, сообщили администрации отеля, что Навальный мог отравиться «чем-то из мини-бара» и получили разрешение осмотреть его номер. Осмотр был проведён в присутствии администратора гостиницы и адвоката, и был заснят на видео. Соратники Навального забрали из номера его личные вещи, в том числе несколько пластиковых бутылок из-под воды. По словам главы отдела расследований ФБК Марии Певчих, впоследствии она вывезла эти бутылки в Германию на том же самом медицинском самолёте, на котором транспортировали самого Навального, и передала их немецким специалистам.
26 августа лечащие врачи Навального из госпиталя «Шарите» обратились за помощью к экспертам Бундесвера, чтобы проверить, не был ли отравлен Навальный боевым отравляющим веществом.
2 сентября правительство Германии сообщило, что лаборатория Института фармакологии и токсикологии Бундесвера обнаружила в организме Навального следы яда группы «Новичок».
4 сентября, по данным издания Der Spiegel, на закрытой встрече с членами Бундестага государственный секретарь по вопросам обороны Герд Хуфе заявил, что эксперты специализированной лаборатории германского Бундесвера нашли следы боевого отравляющего вещества группы «Новичок» в крови и моче, а также на образцах кожи Навального. Журнал также сообщил, что военные токсикологи обнаружили следы вещества на одной из бутылок Навального, которые ранее были переданы берлинским врачам. Специалисты предполагают, что Навальный пил из неё уже после того, как был отравлен, и оставил на ней следы яда. По словам Марии Певчих, которая ранее перевезла эти бутылки в Германию и передала берлинским специалистам, всё это «позволяет приблизительно понять, когда он был отравлен. И это произошло раньше, чем он приехал в аэропорт». Пресс-секретарь Навального Кира Ярмыш, в свою очередь, заявила: «Много вещей, которые находились в номере Алексея, практически все вещи, которые можно было забрать, которыми он очевидно пользовался, наши сотрудники ФБК, которые находились в Томске, запаковали, забрали и отправили. Личные вещи Алексея, его багаж, поехал вместе с ним на медицинском борте. Поэтому, очевидно, что больше ни на чем (кроме бутылки) улик не нашли».
В тот же день правительство Германии запросило техническую помощь у технического секретариата ОЗХО.
6 сентября в соответствии с запросом правительства Германии специалисты ОЗХО взяли пробы у Навального, которые позже (11 сентября) передали в две сертифицированные лаборатории, назначенные генеральным директором ОЗХО, для независимой перепроверки немецких данных. При этом в ОЗХО подчеркнули, что специалисты ОЗХО осуществили забор этих проб самостоятельно, что также подтвердило МИД ФРГ в опубликованном позже заявлении.
9 сентября посол ФРГ в России констатировал, что дело Навального выходит за рамки двухсторонних российско-германских отношений, а представитель Минобороны ФРГ заявил, что отравление Навального является нарушением Конвенции о запрещении химического оружия, поэтому результаты исследований Института фармакологии и токсикологии Бундесвера переданы в ОЗХО, членом которой является и Россия.
Издание Die Zeit сообщило, что результаты анализов спецлаборатории Бундесвера показали: для отравления Навального использовалась «новая усовершенствованная версия вещества „Новичок“, с которой до сих пор в мире не сталкивались». Этот новый тип «Новичка» более токсичен и опасен, чем ранее известные его варианты, но действует медленнее. Планировалось, что Навальный умрёт на борту самолёта, но он выжил «благодаря последовательности удачных совпадений: быстрой реакции пилота, совершившего вынужденную посадку, и врачей в Омске, немедленно вколовших Навальному атропин». По данным издания, германские эксперты пришли к выводу, что использовать столь «смертельный и сложный яд» могли только российские спецслужбы. Для создания бинарного отравляющего вещества такого рода необходима специальная лаборатория, его не смогли бы синтезировать обычные преступники. Германская сторона отвергла версию отравления Навального иностранными спецслужбами, так как это было бы «немыслимо» в условиях постоянной слежки ФСБ за Навальным. «Всё это позволяет сделать только один правдоподобный вывод: именно Кремль отдал приказ избавиться от нежелательного критика». Версию о том, что Навальный был отравлен более совершенной и опасной версией «Новичка», опубликовал также журнал Der Spiegel.
- 2 сентября 2020 — Специализированная лаборатория Бундесвера (Германия)
- 14 сентября 2020 — лаборатория в Буше, подчинённая Генеральной дирекции по вооружению (Франция)
- 14 сентября 2020 — Шведский институт оборонных исследований (FOI) в городе Умео (Швеция)
- 6 октября 2020 — две лаборатории, назначенные ОЗХО (страны не называются)

14 сентября правительство ФРГ заявило, что исследования в независимых токсикологических лабораториях Франции (лаборатория в Буше, подчинённая Генеральной дирекции по вооружению) и Швеции (Шведский институт оборонных исследований (FOI) в городе Умео), проведённые по просьбе Германии, подтвердили отравление Навального веществом группы «Новичок».
21 сентября в блоге на своём сайте Алексей Навальный потребовал вернуть ему одежду, в которой он был в день отравления, так как 30 дней, отведённые законом на проведение доследственной проверки, истекли. По его словам, его отправили в Германию «абсолютно голого», а «30 дней „доследственной проверки“ были использованы для того, чтобы прятать эту важнейшую улику».
6 октября ОЗХО сообщила, что исследования, проведённые в двух аккредитованных лабораториях, подтвердили наличие в анализах, взятых у Навального 6 сентября, биомаркеров вещества группы «Новичок». В докладе ОЗХО уточнялось, что конкретное вещество, которым отравили Навального, не входит в число известных четырёх веществ группы «Новичок», включённых после отравления Сергея и Юлии Скрипаль в список контролируемых химикатов Конвенции о запрещении химического оружия. При этом подчёркивалось, что любое применение химического оружия является «предосудительным и полностью противоречащим правовым нормам, установленным международным сообществом».
7 октября Специальный докладчик ООН по вопросу о внесудебных казнях Аньес Каламар и Специальный докладчик ООН по вопросу о поощрении и защите права на свободу мнений Ирен Хан подтвердили, что они намерены провести расследование отравления Навального по его просьбе.
14 октября источник в спецслужбах Германии сообщил The New York Times, что, по мнению немецких экспертов, Навальный был отравлен «Новичком» в виде порошка, растворённого в жидкости, скорее всего, в чае, который он пил в аэропорту Томска. С учётом того, что яд также был обнаружен на бутылке из гостиничного номера Навального, журналисты The New York Times делают вывод, что его могли отравить дважды.
ПАСЕ назначила Жака Мэра специальным докладчиком по отравлению Навального.
19 ноября правительство Германии в ответе на запрос парламентской фракции «Альтернатива для Германии» сообщило, что, кроме бутылки из-под воды, есть и другие предметы со следами вещества из группы «Новичок», и что «ввиду высокого риска распространения федеральное правительство не разглашает никаких подробностей об используемом веществе» (нем. "Angesichts hoher Proliferationsrisiken hat die Bundesregierung keine Einzelheiten zu der verwendeten Substanz bekannt gegeben").
13 декабря британское издание The Sunday Times со ссылкой на анонимные источники в спецслужбах сообщило, что Навального пытались отравить дважды: первый раз в гостинице, а второй — уже в омской больнице. По данным источников издания, российские спецслужбы пытались не допустить эвакуации оппозиционера в Берлин. Вторая попытка оказалась также безуспешной благодаря атропину, который Навальному ввели врачи скорой помощи. По версии Sunday Times, «Новичок» эксперты нашли на нижнем белье и одежде политика, в том числе на его ремне. Яд попал на вещи после того, как агенты спецслужб проникли в гостиничный номер Навального в Томске.
17 декабря Навальный был допрошен как пострадавший свидетель в прокуратуре Берлина в районе Моабит. Пресс-секретарь министерства юстиции Германии Мариус Лебер подчеркнул, что допрос произошёл по запросу Генпрокуратуры России в рамках российского запроса об оказании правовой помощи, но не означает одобрения одного или нескольких российских запросов об оказании правовой помощи — соответствующее решение будет принято позднее. По настоянию Навального представители следственных органов РФ на допрос допущены не были: «Господин Навальный был отравлен в России, и он высказался категорически против присутствия российских следователей на его допросе». Отдельно была допрошена также Юлия Навальная.
19 января 2021 года Комиссия ПАСЕ по юридическим вопросам и правам человека одобрила визит спецдокладчика по отравлению Навального Жака Мэра в Россию для подготовки доклада. 30 апреля Россия ввела санкции против Мэра, запретив ему въезд. 7 декабря комитет принял резолюцию на основе доклада Мэра, в котором есть новые подробности об отравлении.

### Расследование в России
20 августа, в день отравления Алексея Навального, его соратники обратились в Следственный комитет с просьбой возбудить уголовное дело о покушении на убийство и посягательстве на жизнь общественного или государственного деятеля.
21 августа в газете «Московский комсомолец» было опубликовано заявление со ссылкой на анонимные источники в правоохранительных органах, что передвижение команды Навального, её деятельность и покупки в дни перед отравлением происходили под непрерывным контролем силовиков в штатском. Политик Илья Яшин направил в ФСБ депутатский запрос о проверке данного факта, поскольку такая слежка, по его мнению, является политическим сыском, запрещённым Конституцией РФ. 24 сентября ФСБ ответило отказом проводить расследование по данному факту.
25 августа пресс-секретарь президента РФ Дмитрий Песков заявил, что заявление врачей «Шарите» 24 августа, согласно которому клинические данные указывают на отравление веществом из группы ингибиторов холинэстеразы, не содержало новой информации, и что Кремль не видит повода для начала уголовного расследования обстоятельств отравления. По словам Пескова, повод появится, когда будет установлено вещество и будет подтверждено, что Навальный отравлен.
26 августа главный врач омской Городской клинической больницы № 1 Александр Мураховский обратился к немецким коллегам с просьбой предъявить доказательства отравления Навального и предложением обменяться биологическими образцами для анализа. В своём открытом письме он также привёл краткое обоснование поставленному выводу о том, что это было не отравление, а также встал на защиту российских медиков, подвергнутых резкой критике со стороны сторонников Навального и «либеральной общественности».
27 августа Управление на транспорте МВД по Сибирскому федеральному округу сообщило, что проводит проверку «в связи с госпитализацией» Навального. Западно-Сибирская транспортная прокуратура заявила, что инициировала проверку ещё 20 августа. Генеральная прокуратура РФ не нашла признаков уголовного преступления в ходе проверки по факту госпитализации Алексея Навального и запросила доказательства предварительного диагноза из немецкой клиники. В этот же день Генеральная прокуратура России направила в Министерство юстиции Германии запрос о предоставлении результатов анализов Алексея Навального на наркотики, яды, тяжёлые металлы и ингибиторы холинэстеразы.
1 сентября, в связи с тем, что Фонд борьбы с коррупцией не получил никакого ответа от Следственного комитета России на заявление с просьбой возбудить уголовное дело по статье «Покушение на убийство и посягательство на жизнь государственного или общественного деятеля», юрист ФБК Вячеслав Гимади обратился в Басманный суд Москвы с жалобой на бездействие СКР. 4 сентября Басманный суд отклонил жалобу. Суд пришёл к выводу, что СКР может рассматривать заявление о покушении на убийство как обращение граждан в течение 30 дней (а не в течение 3 дней в порядке УПК).
3 сентября заведующий научным отделением острых отравлений и соматопсихиатрических расстройств НИИ скорой помощи им. Н. В. Склифософского Михаил Поцхверия заявил в эфире телеканала «Россия-24», что в лаборатории института «были обследованы биологические жидкости пациента Навального Алексея. В исследованных жидкостях фосфорорганические соединения, а также препараты, ингибирующие холинэстеразу, не были обнаружены». По его словам, для исследования использовался масс-спектрометр Agilent Technologies, который содержит 240 тысяч стандартных наборов веществ, соответствующих электронной базе Национального института стандартов и технологий США.
10 сентября издание «Проект» опубликовало собственное расследование, согласно которому «силовики не спешат искать исполнителей» отравления. Например, целью проверки гостиничного номера отеля «Xander», в котором останавливался Навальный, согласно единому реестру проверок, был «не поиск ядовитых веществ, а оценка того, соблюдаются ли „санитарные нормы при хранении продуктов в мини-баре“». Автомобили, на которых перемещался Навальный, не осматривались. В съёмную квартиру, в которой производились съёмки фильма с участием Навального, полицейские пришли только спустя примерно неделю после отравления, при этом квартира после 20 августа даже не изымалась из оборота. Сбором сведений о ситуации, вызвавшей международный резонанс, занимаются участковые полицейские, сотрудники районных отделов полиции и транспортная полиция Томска, уголовное дело до сих пор не возбуждено.
14 сентября Генпрокуратура России направила дополнительный запрос в органы юстиции Германии, попросив предоставить результаты токсикологического исследования, проведённого в берлинской клинике «Шарите». В Генпрокуратуре отметили, что ответ на запрос, который был отправлен в Германию в конце августа, до сих пор не поступил.
21 сентября, после просьбы Навального вернуть ему одежду, Управление на транспорте МВД РФ по Сибирскому ФО заявило о продолжении доследственной проверки. Как отметил заслуженный юрист РФ Сергей Пашин, продолжение проверки после 30-дневного срока без возбуждения уголовного дела является незаконным.
5 октября Организация по запрещению химического оружия подтвердила готовность направить в Россию группу экспертов Технического секретариата для оказания помощи российским экспертам в изучении обстоятельств предполагаемого применения химического оружия против Навального.
8 октября, после публикации отчёта ОЗХО, юристы ФБК обратились в ФСБ с требованием возбудить уголовное дело о незаконном обороте химического оружия.
В тот же день транспортная полиция опубликовала промежуточные итоги проводимой доследственной проверки. В сообщении не было информации об осмотре видеокамер в томском отеле и аэропорте, а невозможность расследования отчасти объяснялась отсутствием ответов на запросы, отправленные в Германию, Швецию и Францию. Также в сообщении выражалось недоумение тем, откуда Навальный узнал о минировании Омского аэропорта, и утверждалось, что сведений об этом «нигде не было» (на самом деле информация о минировании появилась в СМИ в первые дни после отравления).
27 октября юристы ФБК подали жалобу в Кировский районный суд Томска на бездействие МВД в вопросе возбуждения уголовного дела. 30 октября жалоба была отклонена судом, при этом, по словам директора ФБК Ивана Жданова, в постановлении суда ни разу не упомянута фамилия Навального, вместо которой используется формулировка «лицо, претендующее на роль потерпевшего». Из решения суда стало известно, что доследственная проверка дважды — 18 сентября и 16 октября — прекращалась постановлением об отказе в возбуждении уголовного дела, но эти постановления сразу же отменялись, и отсчёт срока проведения доследственной проверки в 30 дней начинался заново. В тот же день защита Навального дополнила жалобу в ЕСПЧ от 21 августа о нарушении статьи 2 Европейской конвенции по правам человека «право на жизнь» информацией об отказе российских властей возбудить уголовное дело об отравлении. 12 января 2021 года жалоба была коммуницирована ЕСПЧ.
1 декабря юрист ФБК Вячеслав Гимади подал жалобу на бездействие Западно-Сибирского следственного управления на транспорте СК РФ в Ленинский районный суд Новосибирска (по территориальной подсудности организации). В конце декабря суд в удовлетворении жалобы отказал. 15 февраля 2021 года Новосибирский областной суд отменил постановление Ленинского районного суда о признании бездействия законным, дело было направлено на новое рассмотрение в Ленинский районный суд в ином составе. При этом, по словам Гимади, бездействие не может быть повторно признано законным. Тем не менее, 20 февраля Ленинский районный суд Новосибирска снова отказал в удовлетворении жалобы юристов Навального на бездействие СК РФ.
15 января 2021 года представитель Федерального ведомства по делам юстиции ФРГ заявил, что ведомство ответило на четыре запроса России по делу об отравлении Навального, передав протоколы допроса Навального прокуратурой Берлина в качестве потерпевшего. При этом допрос лечащих врачей не проводился для сохранения врачебной тайны; на передачу данных о состоянии своего здоровья, охраняемых законом ФРГ, Навальный не согласился. «Все необходимые данные для начала уголовного производства, такие как пробы крови, ткани и одежды Навального, находятся в распоряжении России», — напомнил представитель.
18 января Генеральная прокуратура РФ заявила, что Россия запрашивала у властей Германии проведение более 15 процессуальных действий, из которых проведены только 2: опросы Навального и его жены, содержание которых малоинформативно.
18 января после выхода расследования Bellingcat о причастности к отравлению сотрудников ФСБ юристы Навального потребовали от транспортной полиции Томска передать материалы проводимой ею доследственной проверки в Главное военное управление СК РФ. 20 января транспортная полиция Томска передавать материалы отказалась. 8 февраля Томский областной суд оставил в силе отказ МВД и отклонил жалобу ФБК на непредоставление материалов проверки для ознакомления. При этом представители следствия на заседание не явились, а в ходатайстве об их вызове было отказано.
22 марта 235-м гарнизонным военным судом Москвы был признан законным отказ Главного военного следственного управления СК РФ возбуждать уголовное дело по факту отравления Навального, а также проводить проверку сотрудников ФСБ, которые подозреваются стороной Навального в причастности к его отравлению. В рамках слушания дела также было получено письмо из МВД на транспорте по Томской области, из которого следует, что по результатам проверки, проведённой в МВД на транспорте с 20 августа 2020 года по 10 февраля 2021 года, в возбуждении дела было отказано в связи с «отсутствием события преступления». 18 мая Второй западный окружной военный суд отклонил апелляционную жалобу и оставил данное решение в силе.
10 июня соратники Навального выпустили новое расследование, в котором утверждается, что в ноябре 2020 года Ивану Жданову и Вячеславу Гимади удалось сделать копии с медицинских документов Навального из омской больницы. Чуть позже, в декабре 2020 года, им официально была выдана медкарта Навального, в которой отсутствовал (по сравнению с ранее снятой копией) биохимический анализ крови Навального из НИИ Склифосовского, сделанный 25 августа и свидетельствующий о критическом снижении уровня холинэстеразы (0,47 kU/l при норме 4,62—11,50).
12 ноября МИД РФ заявил, что МВД всё ещё ведёт доследственную проверку.

### Расследование The Insider, Bellingcat и CNN
14 декабря 2020 года The Insider, Bellingcat и CNN при участии Der Spiegel и ФБК выпустили совместное журналистское расследование. Согласно его выводам, покушение на Алексея Навального в Томске совершила группа из восьми оперативников Второй службы ФСБ, которые действовали под прикрытием Института криминалистики ФСБ (начальник института — генерал-майор Васильев Кирилл Юрьевич, начальник головной организации Центр специальной техники ФСБ — генерал-майор Богданов Владимир Михайлович). Авторы расследования назвали имена всех сотрудников, которые, по их словам, участвовали в операции, а также несколько их псевдонимов. Это Станислав Макшаков, Олег Таякин («Тарасов»), Алексей Александров («Фролов»), Иван Осипов («Спиридонов»), Константин Кудрявцев («Соколов»), Алексей Кривощеков, Михаил Швец («Степанов»), Владимир Паняев.
Согласно данным расследования, работники спецслужб летали за Навальным во многих его длительных поездках по России с 2017 года. На основании информации о перемещениях сотрудников и биллингов телефонных переговоров был установлен примерный план действий ФСБ при подготовке к покушению. Основной автор расследования, журналист Bellingcat Христо Грозев заявил: «Нет никакого невинного объяснения тому, что люди, которые летают под фальшивыми паспортами и имеют квалификацию медиков и специалистов по химоружию, накануне отравления Навального созванивались по защищённой связи со специалистами по „Новичку“, а сразу после неудавшейся попытки — со специалистами по масс-спектрометрии».
В видеоролике, посвящённом расследованию, Навальный высказал мнение, что поздно вечером 19 августа он был уже отравлен, либо к тому времени было отравлено его бельё или одежда: «В Томске 11 вечера, я вернулся после купания в знаменитом Кафтанчиково и сижу с коллегами в ресторане гостиницы. Я не ем, заказываю один коктейль, но он такой невкусный, что я делаю всего пару глотков и оставляю его на столе. В полночь я ухожу спать… к тому моменту я уже отравлен, и остаётся только ждать результатов».
По мнению авторов расследования, высказанное в СМИ предположение о том, что сотрудники ФСБ могли повторно отравить Навального в Омске, скорее всего, не соответствует действительности, поскольку нет данных о том, «чтобы кто-то из отравителей ФСБ был в Омске тогда, когда там лежал Навальный».
Также 14 декабря, по данным The New York Times, высокопоставленный сотрудник службы безопасности Германии на условиях анонимности заявил, что правительство Германии уже несколько месяцев точно знает, кто был причастен к отравлению (в том числе имена причастных к нему офицеров ФСБ), и подтвердил точность деталей, изложенных в отчёте Bellingcat: «Он охватывает всё, что мы знали».
Спустя несколько дней Владимир Путин, а затем и его пресс-секретарь Дмитрий Песков подтвердили факт слежки спецслужб за Навальным.
29 декабря 2020 года Следственный комитет по Самарской области возбудил уголовное дело против сотрудника отдела полиции Самары, который, по версии следствия, злоупотребил должностными полномочиями и передал данные из системы «Розыск магистраль» о перелётах сотрудников ФСБ, упоминаемых в расследовании. Полицейский был вычислен по результатам анализа запросов фамилий, поступавших в базу данных «Розыск магистраль». Кроме того, проверке подвергся и начальник дежурной части того же отдела полиции. Позже, 1 марта 2021 года, Следственный комитет по Санкт-Петербургу возбудил ещё одно аналогичное дело по статье о превышении должностных полномочий (ч. 3 ст. 286 УК) против майора полиции о продаже данных пассажиров рейса Томск — Москва, с которого в августе 2020 года госпитализировали Алексея Навального.
31 декабря 2020 года расследователь Bellingcat Христо Грозев выложил в открытый доступ в Google Docs данные о поездках предполагаемых отравителей Навального за несколько лет. Кроме ранее озвученных фигурантов добавлены данные поездок сотрудников Института криминалистики ФСБ Василия Калашникова и Дмитрия Лазаревича. По каждому из них собраны данные об их перемещениях на поездах и самолётах, указаны пункты отбытия и назначения, даты убытия и прибытия.
10 июня 2021 года стало известно о ещё одном участнике операции — Валерии Сухареве.
1 ноября 2021 года ТАСС сообщил о задержании троих граждан России по обвинению в поиске личных данных, которые были использованы в расследовании. Они занимались этим на коммерческой основе и не знали, что данные будут использованы в расследовании. Спустя три дня задержанные признали свою вину.
3 ноября 2021 года Bellingcat и The Insider опубликовали оказавшиеся в их распоряжении материалы дела, которое было возбуждено Следственным комитетом по просьбе Управления собственной безопасности ФСБ в связи с получением доступа к биллингам телефонов людей, фигурировавших в расследовании об отравлении Навального. По мнению Bellingcat и The Insider, возбудив уголовное дело, ФСБ и СКР подтвердили, что ранее опубликованные ими детализации звонков являются достоверными и были получены «не от американских спецслужб, как об этом говорил Путин на пресс-конференции в декабре, а от российских операторов, в том числе по требованию фитнес-тренера с фальшивой корочкой сотрудника МВД». 11 февраля 2022 года обвиняемые по делу о передаче данных получили от двух до четырёх лет колонии.
9 декабря соратники Навального сообщили, что создали сайт, где опубликованы известные им данные о его отравлении, и предложили вознаграждение за информацию о предполагаемых отравителях политика.

#### Телефонный разговор Навального с Кудрявцевым
21 декабря 2020 года The Insider опубликовал запись телефонного разговора Алексея Навального с одним из фигурантов расследования, военным химиком Института криминалистики ФСБ Константином Кудрявцевым. ФСБ назвало эту запись подделкой. The Insider сообщил, что Навальный позвонил Кудрявцеву утром 14 декабря, до того, как было опубликовано расследование. Навальный представился помощником секретаря Совета безопасности, бывшего директора ФСБ Николая Патрушева «Максимом Сергеевичем Устиновым», и Кудрявцев рассказал ему о своём участии в сокрытии следов покушения. Навальный звонил Кудрявцеву сам, поскольку журналисты Bellingcat не хотели этого делать, а в группе Навального он был тогда единственным мужчиной. Константин Кудрявцев ранее служил в воинской части в Шиханах, где создавалось советское химическое оружие; окончил Российскую академию военной химико-биологической защиты.
По предположению «Би-би-си», Кудрявцев «попался на удочку» и рассказал детали операции, поскольку сам является, скорее, техническим специалистом, привлечённым для проведения операции, а не оперативником; кроме того, сработал фактор внезапности, незнание того, что операция была рассекречена, ссылка на авторитет высшего руководства и поступление звонка с номера, имитировавшего коммутатор спецслужб. Кудрявцев рассказал о том задании, которым он занимался — про обработку отравленных трусов Навального и другой одежды, снятых с него в больнице, и поручился, что они в хорошем состоянии, чистые после двукратного замывания, особенно тщательного в районе гульфика трусов, где, видимо, и был нанесён яд. После этого одежда была сдана обратно в транспортную полицию. По мнению Кудрявцева, Навальному удалось выжить благодаря быстрой посадке самолёта экипажем и работе врачей скорой помощи в Омске. По мнению авторов расследования, разговор с Кудрявцевым является подтверждением того, что целью спецгруппы ФСБ являлось убийство Навального, и интерпретировать это как-то иначе невозможно. В тот же день видео об этом вышло на канале самого Навального, также была опубликована полная версия разговора на канале «Навальный LIVE».
Позже Алексей Навальный заявил, что публикация разговора, сделанного ещё до выхода основного расследования, была отложена преднамеренно с целью дождаться реакции Путина на расследование.
С февраля по март 2021 года из данных Росреестра постепенно пропали все родственники Кудрявцева, которые были совладельцами квартиры № 38. Вместо супруги, сына и тёщи единственным совладельцем квартиры стала значиться «Российская Федерация». 19 февраля Соболь опубликовала копию договора купли-продажи от 28 октября 2020 года соседней квартиры № 37. В марте 2021 года единственного собственника этой квартиры (Константина Кудрявцева) Росреестр заменил на «Российскую Федерацию».
По словам жены Константина Кудрявцева, сказанным в апреле 2021 года, Кудрявцев вскоре после телефонного разговора (до 20 декабря 2020 года) уехал в длительную командировку и с тех пор не проживал в своей квартире.

## Мнения учёных и врачей о причинах и способах отравления

### Мнения учёных, участвовавших в разработке «Новичка»
Один из разработчиков «Новичка» Владимир Углев предположил, что для отравления из «Новичков» был использован «раствор (допустим, в диметилформамиде) твёрдого аналога A-234, а именно, твёрдого A-242», которым пропитали нижнее бельё Навального. При этом, по мнению Углева, к «Новичку», возможно, добавили какое-то более быстродействующее вещество, скрывающее симптомы (например, клофелин). Углев предположил, что «Новичок» нанесли на бельё Навального в гостиничном номере, и что яд попал в его организм за несколько часов до вылета. По мнению Углева, организаторы решили отравить Навального именно «Новичком», так как ошибочно считали, что это вещество невозможно будет найти. Углев также высказал мнение, что российская лаборатория не смогла обнаружить «Новичок» в биологических пробах Навального потому, что «у немецких специалистов было более современное оборудование и приборы для определения таких количеств, которые взяли из крови Алексея. А у тех, кто делал анализы в Москве, оборудование было намного слабее и анализы показали отсутствие вещества». После выхода независимого расследования Навального, в котором предполагалось, что Алексей и его жена Юлия могли подвергаться попыткам отравления и ранее, Углев не исключил, что Навальный мог столкнуться с «Новичком» трижды, в предыдущих случаях получая небольшие дозы, недостаточные для наступления летального исхода.
Специалист в области химического оружия Вил Мирзаянов, работавший в ГосНИИОХТ и в 1990-е годы раскрывший программу разработки «Новичка» в СССР и России, согласился с выводами спецлаборатории Бундесвера и предположил, что для отравления Навального были использованы последние версии «Новичка»: соединения A-242 или A-262. Мирзаянов также заявил, что симптомы, описанные Навальным 19 сентября, похожи на те, которые ему известны для подобных случаев.
Другой разработчик «Новичка», Леонид Ринк, отметил, что основные симптомы отравления этим ядом — это сужение зрачков и судороги, «так как „Новичок“ — вещество судорожного действия». По его мнению, Навального не могли отравить «Новичком», потому что у него были «совершенно другие симптомы». Однако, как выяснилось позднее, упомянутые Ринком симптомы отравления «Новичком» у Навального всё же были. Ринк также заявлял, что если бы Навального отравили «Новичком», он бы не выжил. Аргумент о том, что Навальный остался жив из-за слишком малой дозы «Новичка», Ринк прокомментировал следующим образом: «Фосфорсодержащие яды в малых дозах очень полезны. Тот самый страшный зарин — лучший пестицид для полей. Так же как и радиация в малых дозах полезна, так и взбодрить свою нервную систему очень даже недурно, особенно под старость. Я знаю много людей, которые цепляли малые дозы, да я и сам цеплял. И „шо“? Живы, здоровы, гуляем».

### Мнения других врачей и учёных
Реаниматолог Борис Теплых, один из участников консилиума российских врачей, лечивших Навального в первые дни после отравления, сообщил в интервью изданию Meduza, что «первым делом» российские специалисты из Московского медицинского центра судебной медицины искали фосфорорганические вещества и следы ингибиторов холинэстеразы, но не нашли таковых. Разницу в результатах анализов российских и германских специалистов Теплых объяснил тем, что «у нас искали криминалисты-токсикологи, а у них — суперхимики, которые занимаются боевыми отравляющими веществами. Немного разные вещи».
Лечащий врач Навального Анастасия Васильева в эфире телеканалу RTVI заявила, что все известные ей симптомы очевидно указывают на отравление фосфорорганическими веществами и чётко соответствуют его клинической картине. То, что её, лечащего врача, двое суток не допускали к осмотру Алексея, консилиумам и медицинской документации, по её мнению, указывает на то, что симптомы отравления пытались от неё скрыть, на основании чего делает вывод, что омским врачам «сверху дали указание молчать».
Профессор кафедры токсикологии Лестерского университета Энди Смит отметил, что выявить конкретное отравляющее вещество в организме Навального по прошествии нескольких дней будет трудно, но, учитывая уровень развития современной аналитической химии, такая возможность существует. Он также отметил, что хотя Навальный, с помощью атропина и других препаратов выйдет из острой стадии отравления, ингибирование холинэстеразы может привести к появлению у него нейродегенеративных и нейропсихиатрических заболеваний. По его мнению, именно на это рассчитывали отравители.
Глава Института токсикологии в Мюнхене профессор Мартин Гёттлихер в интервью каналу Deutsche Welle отметил, что симптоматика Навального во многом схожа с таковой при отравлении Сергея и Юлии Скрипаль. Например, и в том, и в другом случае пациенты были введены в искусственную кому примерно на три недели для восстановления холинэстеразы. Также учёный объяснил, что при отравлении Навального не обязательно должны были пострадать окружающие, как это было в случае со Скрипалями, так как «Новичок» может быть маслянистой жидкостью, которая плохо испаряется или растекается, и всё зависит от того, как вещество попало в организм и в каком количестве.
Немецкий биохимик, доктор Марк-Михаэль Блум (нем. Marc-Michael Blum), ранее возглавлявший лабораторию ОЗХО, а также команду, расследовавшую отравление Сергея и Юлии Скрипаль, подтверждает, что при отравлении Навального «Новичком» могли не пострадать окружающие, а также не наступить летальный исход: по словам Блума, это говорит либо о слишком низком уровне воздействия вещества или степени его попадания в организм, либо о том, что никто из окружающих не контактировал с эпицентром загрязнения. Учёный высоко оценил качество работы лаборатории Института фармакологии и токсикологии Бундесвера, которая первой подтвердила отравление Навального «Новичком» (Блум работал в нём в 2006—2010 годах). Он категорически отрицает, что лаборатории ОЗХО могут участвовать в заговорах и фальсифицировать результаты химической аналитики по чьей-либо политической воле. После того как ОЗХО опубликовала собственный отчёт, Блум констатировал: «пять лабораторий… сертифицированных ОЗХО… сделали одни и те же анализы и пришли к одинаковому результату», что «Навальный был отравлен боевым веществом». При этом Блум подтвердил, что использование понятий «применение химического оружия» и «нарушение Конвенции о запрещении химоружия» не определяется нахождением вещества в списке: «в конечном итоге нет необходимости, чтобы вещество стояло в списке — дело в том, как оно будет применено».
Доктор химических наук, заведующий лабораторией Института ядерных исследований РАН Борис Жуйков пояснил, что, хотя «Новичок» может разлагаться в организме достаточно быстро (например, за пару дней), при разложении он даёт специфические продукты, содержащие фрагменты молекул «Новичка», по которым можно не только подтвердить отравление «Новичком», но и установить, какое именно вещество этой группы было применено. Российская сторона заявила, что не обнаружила в анализах Навального самого «Новичка», тогда как немецкая лаборатория нашла следы воздействия «Новичка». Учёный поясняет, что эти утверждения не обязательно противоречат друг другу: «самого вещества действительно уже и нет, а продукты взаимодействия остались». Современные методы анализа (в первую очередь, масс-спектрометрия в комбинации с хроматографией) позволяют обнаруживать такие продукты взаимодействия с очень высокой чувствительностью (например, без труда обнаруживая применение 1 мг яда в теле человека весом 70 кг), а обнаружение этих продуктов взаимодействия достаточно однозначно характеризует первоначальное отравляющее вещество. Жуйков утверждает, что в германской лаборатории Бундесвера, делавшей анализ проб Навального, такое оборудование имеется.
Группа из шести ведущих западных экспертов в области токсикологии и химического оружия в интервью Русской службе Би-би-си прокомментировала, что жизнь Навальному спасла своевременно оказанная медицинская помощь: ему дали антидот атропин (возможно, превентивно) и обеспечили поддержку дыхания. Учёные пояснили, что другие пострадавшие при отравлении Навального отсутствовали, так как только он получил высокую дозу отравляющего вещества, находясь с ним в продолжительном контакте. Также эксперты заявили, что найти компоненты, необходимые для изготовления «Новичка», в свободной продаже невозможно (некоторые компоненты сами попадают под запрет по Конвенции о запрещении химического оружия), а производить подобные яды могут только военные лаборатории, так как для этого требуется специальное оборудование и особые условия обеспечения безопасности. Эту же версию в интервью каналу Навальный LIVE подтвердил член Европейской Ассоциации Токсикологических центров и клинических токсикологов Исмаил Эфендиев.
20 августа 2021 года травматолог-ортопед Андрей Волна поместил в Facebook своё заключение о сравнении двух версий истории болезни Навального, переданных его соратникам: официальной и неофициальной («рабочей»), выданной по устному запросу. В официальной версии он обнаружил множество несостыковок и противоречий. По его мнению, оказанная Навальному в Омске медицинская помощь не была полноценной, поскольку ему не был поставлен правильный (и очевидный) диагноз.

## Реакция
Новость об отравлении Навального вызвала падение курса рубля к доллару и евро. Опрошенные РБК аналитики связали это с опасениями рынка по поводу новых санкций.

### Реакция официальной российской стороны
24 августа пресс-секретарь президента Дмитрий Песков заявил, что Путин не участвовал в решении вопроса о перевозке Навального в ФРГ и что речь идёт об «абсолютно врачебном решении». 25 августа Песков на вопрос, как в Кремле могли бы прокомментировать заявление, что отравления подобного характера не могут быть совершены без одобрения главы государства, ответил, что «это обвинение не может никак быть правдой и, скорее, является „пустым шумом“, серьёзно к этому относиться [мы] не намерены».
2 сентября пресс-секретарь МИД России Мария Захарова заявила, что «Москве отвечать не на что», так как Россия не получила от Германии «ни одного документа по Навальному».
22 октября Владимир Путин заявил, что лично поручил Генпрокуратуре разрешить Навальному вылететь в Германию: «Сразу же, как только жена этого гражданина обратилась ко мне, я тут же дал поручение прокуратуре проверить возможность выезда его за границу на лечение, имея в виду, что могли бы и не выпускать, потому что у него были ограничения, связанные с судебным следствием. У него были ограничения на выезд. Но я все равно попросил Генеральную прокуратуру разрешить это сделать, и он уехал». 23 октября Дмитрий Песков высказал утверждение, что «президент именно говорил, что он общался с Генпрокуратурой с учётом того, что на тот момент были обременения у Навального в правах на выезд за границу», но если не брать в расчёт юридические вопросы, то разрешение на собственно его перевозку не имело отношения к президенту.
6 ноября директор Службы внешней разведки России (СВР) Сергей Нарышкин в интервью «РИА Новости» заявил, что за год до событий с отравлением Навального российские власти получили информацию, что в одной из европейских стран, относящихся к НАТО, прошло совещание с участием спецслужб, правительственных и неправительственных организаций, на котором обсуждался вопрос «каким образом поддержать и оживить протестное движение в России». В качестве одного из вариантов, по словам Нарышкина, обсуждалось принесение «сакральной жертвы», желательно из числа лидеров российской оппозиции. При этом Нарышкин отметил, что доказательств связи этих спецслужб с отравлением Навального не имеется. Своё заявление он повторил 1 августа 2021 года в эфире YouTube-канала «Соловьев Live».
12 ноября министр иностранных дел Сергей Лавров заявил: «У нас есть все основания полагать, что все, что с ним [Навальным] произошло с точки зрения проникновения боевых отравляющих веществ в его организм, могло произойти в Германии или в самолёте, куда его погрузили и повезли в клинику „Шарите“».
17 декабря Владимир Путин в ходе своей ежегодной пресс-конференции, отвечая на вопрос журналиста, сказал, что российские спецслужбы должны присматривать за Навальным, и добавил: «Но это совсем не значит, что его травить нужно. Кому он нужен-то? Если бы уж хотели, наверное, довели бы до конца. А так жена ко мне обратилась, я тут же дал команду выпустить его на лечение в Германию, в эту же секунду».
27 января 2021 года, выступая на заседании ПАСЕ, председатель комитета Госдумы по международным делам Леонид Слуцкий заявил, что Германия не представила доказательств отравления Навального боевым веществом из группы «Новичок» и напомнил о спасении оппозиционера именно в России омскими врачами.
1 февраля зампред Совбеза РФ Дмитрий Медведев сказал о Навальном: «Как я понял, недавно он сказал, что он здоров. Ну здоров, и слава Богу, поэтому разборки по этому вопросу в будущем, видимо, неуместны». Медведев добавил, что если всё-таки повод для разбирательств по ситуации с Навальным сохраняется, то «российская сторона должна получить данные о его здоровье… Нам такие данные не дают. Если они будут получены, тогда можно принимать какие-то процессуальные решения».
2 февраля Сергей Лавров заявил: «Россия имеет все основания полагать, что инцидент с Алексеем Навальным является инсценировкой, если западные страны не предъявят доказательств». Заявление прозвучало на совместной пресс-конференции по итогам переговоров с министром иностранных дел Швеции, действующим председателем ОБСЕ Анн Линде.
В феврале 2021 года Виталий Козак, назвавший себя практикующим в Швейцарии врачом-неврологом, направил Сергею Лаврову открытое письмо, в котором утверждал, что в статье врачей клиники «Шарите» о лечении Навального от отравления «Новичком», опубликованной в престижном научном медицинском журнале The Lancet, содержатся несоответствия. В своём ответе Козаку, опубликованном на сайте МИД России, Лавров выразил мнение, что содержащиеся в письме вопросы «непосредственно затрагивают темы, от которых Запад тщательно уходит во внешнеполитическом диалоге с нами» и заявил, что на вопросы Козака нужно попросить ответить ОЗХО, Германию, Францию и Швецию. 20 февраля Лавров направил письмо Козака министру иностранных дел Франции Жан-Иву Ле Дриану, на что МИД Франции ответил, что министр занят «политическими делами» и у него нет времени комментировать «высказывания „экспертов, не имеющих официального статуса“».
1 марта представитель МИД РФ Мария Захарова в ответ на призыв спецдокладчиков ООН к международному расследованию отравления Алексея Навального, заявила, что власти РФ требуют от властей ФРГ предоставления данных с доказательствами применения химического оружия, в том числе формул обнаруженных отравляющих веществ.
5 марта по информации РБК, посол России в США Анатолий Антонов заявил, что в связи с делом Навального американские власти ввели санкции, «не удосужившись предъявить доказательства».
10 июля пресс-секретарь МИД РФ Захарова заявила в своём Телеграм-канале, что в проекте годового отчёта ОЗХО по делу Навального имеется «нестыковка»: согласно проекту отчёта, 20 августа 2020 года (в день отравления Навального) ОЗХО по запросу Германии отправила группу для оказания технической помощи. Постоянный представитель РФ при ОЗХО Александр Шульгин заявил, что эта информация подтверждает то, что произошедшее с Навальным стало результатом провокации, спланированной за пределами России. 14 июля представитель МИД ФРГ Райнер Бройль пояснил, что первый проект отчёта был черновым, и в нём «действительно была ошибка в дате — речь шла о 20 августа как о дате обращения со стороны Германии вместо правильного 4 сентября. Эту ошибку секретариат увидел и во второй редакции исправил, чтобы не было никаких недопониманий».
28 января 2022 года Сергей Лавров в интервью четырём российским радиостанциям заявил, что самолёт, на котором Навального перевезли из Омска в Берлин, был заказан за день до того, как Навальному стало плохо (при этом, по данным источников, на которые, вероятно, опирался Лавров, изменение маршрута самолёта произошло не за день, а примерно одновременно с экстренным приземлением рейса Томск—Москва, на котором летел Навальный, в Омске). Леонид Волков и Георгий Албуров заявили, что утверждение Лаврова не соответствует действительности.

### Неофициальные реакции в России
21 сентября бывший генпрокурор РФ Валентин Степанков заявил, что главной ошибкой РФ являлся отказ от возбуждения уголовного дела: «Налицо факты, что все основания для возбуждения дела есть. Но это не проводится по каким-то политическим причинам за пределами процессуальных норм». При этом он отметил, что сам факт возбуждения уголовного дела не говорит о признании РФ западной версии событий, в то же время, имеющиеся улики (в том числе одежда Навального) могут стать доказательствами только в рамках возбужденного уголовного дела.
23 декабря после появления независимого расследования Bellingcat генерал ФСБ в отставке, в 1991—1994 годах начальник управления КГБ (АФБ, МБР, ФСК) по Москве и Московской области Евгений Савостьянов выразил убеждение, что попытка отравления Навального является «актом государственного терроризма в виде покушения на жизнь политического деятеля», совершённого общественно опасным способом и к которому причастны «президент и его спецслужба». Ситуацию, когда опровержение со стороны властей отсутствует, а единственный аргумент президента — «Хотели бы отравить — отравили бы», политик назвал «вселенским позором», в результате которого «страна плюхнулась лицом в грязь».
6 февраля 2021 года российский политик, один из основателей партии «Яблоко» Григорий Явлинский в опубликованной на своём сайте статье «Без путинизма и популизма» призвал расследовать отравление Навального, которое он считает не «просто преступлением», а, возможно, свидетельством наличия в стране санкционированных властями «эскадронов смерти».

### Реакция официальных лиц других стран и представителей международных организаций
20 августа 2020 года обеспокоенность «внезапной болезнью» Навального выразил официальный представитель ООН Стефан Дюжаррик.
Президент США Дональд Трамп заявил, что США следят за сообщениями о лидере российской оппозиции. В интервью телеканалу Fox News советник президента США по национальной безопасности Роберт О’Брайен назвал Навального «очень смелым человеком», имеющим мужество противостоять Владимиру Путину. Он заявил, что сообщения о возможном отравлении Навального вызывают в Вашингтоне «чрезвычайную обеспокоенность» и что если окажется, что к этому причастны российские власти, то это отразится на российско-американских отношениях.
21 августа Управление Верховного комиссара ООН по правам человека заявило, что рассчитывает на оказание надлежащей медицинской помощи Навальному. Правительство ФРГ заявило о наличии серьёзных оснований подозревать, что имело место отравление, и призвало обеспечить Навальному любую медпомощь, которая может его спасти. По данным Reuters, глава Евросовета Шарль Мишель в телефонном разговоре с Путиным выразил обеспокоенность состоянием Навального, на что Путин ответил, что Навальный заболел и что он получает хорошую медицинскую помощь.
24 августа канцлер ФРГ Ангела Меркель и министр иностранных дел Хайко Маас в совместном заявлении призвали российские власти подробно и максимально прозрачно прояснить все обстоятельства случившегося, установить и привлечь к ответственности виновных. Глава дипломатии Евросоюза Жозеп Боррель заявил, что российские власти должны незамедлительно начать независимое и прозрачное расследование отравления Навального.
25 августа глава французского МИДа Жан-Ив Ле Дриан заявил, что Франция на основании предварительного заключения врачей клиники «Шарите» об отравлении Навального считает случившееся преступным деянием и призывает найти и наказать виновных.
Заместитель госсекретаря США Стивен Биган встретился в Москве с министром иностранных дел России Сергеем Лавровым. Биган выразил глубокую озабоченность состоянием Навального, а также влиянием сообщений о его отравлении на гражданское общество в России. Американский дипломат также подчеркнул важность прозрачности и свободы слова в любом демократическом государстве. Согласно пресс-релизу российского МИД, Биган заявил, что «в случае подтверждения версии о его отравлении как оппозиционера Вашингтон примет меры, на фоне которых померкнет реакция американского общества на российское вмешательство в президентские выборы в США в 2016 году».
26 августа премьер-министр Великобритании Борис Джонсон и генеральный секретарь НАТО Йенс Столтенберг присоединились к требованиям провести прозрачное расследование. По словам Джонсона, отравление Навального «потрясло мир», а Столтенберг не увидел никаких причин ставить под сомнение выводы врачей клиники «Шарите». Премьер-министр Италии Джузеппе Конте во время телефонного разговора с Владимиром Путиным обсудил ситуацию вокруг госпитализации Навального. С российской стороны была «подчеркнута недопустимость скороспелых и необоснованных обвинений в этой связи и заинтересованность в тщательном и объективном расследовании всех обстоятельств произошедшего».
2 сентября, после того, как правительство Германии официально объявило, что лаборатория фармацевтики и токсикологии Бундесвера обнаружила в организме Алексея Навального следы яда из группы «Новичок», канцлер ФРГ Ангела Меркель выступила с заявлением, в котором назвала отравление Навального попыткой заставить его замолчать: «Таким образом сейчас стало очевидно, что Алексей Навальный стал жертвой преступления. Кто-то пытался заткнуть ему рот. От имени всего правительства Германии я выступаю с осуждением того, что с ним произошло. … Мы ожидаем, что российская сторона выступит с какой-то реакцией, с заявлением по этому поводу. Сейчас у нас очень сложная ситуация, перед нами сложные вопросы, и я считаю, что Российская Федерация должна на них ответить. Судьба Алексея Навального привлекла к себе внимание стран всего мира, так что мир сейчас ждёт ответов. … Преступление, жертвой которого стал Алексей Навальный, — это преступление против основных ценностей, за которые мы выступаем».
Премьер-министр Великобритании Борис Джонсон потребовал от России предоставить объяснения и заявил, что считает «возмутительным, что против Алексея Навального было использовано химическое оружие». Он пообещал «работать с международными партнёрами ради того, чтобы справедливость восторжествовала».
Министр иностранных дел Франции Жан-Ив Ле Дриан выступил с осуждением «возмутительного и безответственного» использования отравляющего агента, относящегося к группе «Новичок», и заявил, что это является нарушением запрета на применение химического оружия.
МИД Италии «резко осудил» отравление Навального, назвал этот акт «преступлением», и, выразив «глубокую озабоченность и негодование», потребовал от России объяснений.
МИД Болгарии категорически осудил это преступление и призвал российские власти оказать полное содействие расследованию, которое привело бы его исполнителей и заказчиков на скамью подсудимых.
3 сентября Европейский совет назвал произошедшее «покушением на убийство» (ранее структуры Евросоюза использовали формулировку «отравление»).
5 сентября президент США Дональд Трамп заявил, что США скоро должны получить от Германии документы по делу Навального, которые позволят Вашингтону определиться со своей позицией. Он отметил, что у него нет причин ставить под сомнение выводы Германии о том, что Навальный был отравлен «Новичком», и подчеркнул, что если факт отравления подтвердится, то его это разозлит.
8 сентября Верховный комиссар ООН по правам человека Мишель Бачелет призвала Россию «ввиду заявления немецких специалистов о „неоспоримом доказательстве“ отравления оппозиционного политика Алексея Навального провести тщательное, прозрачное и беспристрастное расследование или всячески содействовать подобному расследованию».
Министры иностранных дел стран «Большой семёрки» осудили «подтверждённое отравление Навального» и призвали Россию «срочно» привлечь к ответственности виновных. МИД РФ в ответ обвинил Германию в отсутствии «оперативной и конструктивной реакции» на запрос Генеральной прокуратуры о правовой помощи, что «не позволяет российским правоохранительным органам задействовать все необходимые процессуальные механизмы для установления обстоятельств произошедшего».
14 сентября Владимир Путин позвонил президенту Франции Эммануэлю Макрону с целью разъяснить позицию России по отравлению Навального. Макрон сообщил Путину об обнаружении «Новичка» в анализах Навального во французской токсикологической лаборатории и, выразив уверенность, что «Новичок» не мог быть использован частной структурой, потребовал «пролить свет на попытку убийства» (ранее французский президент использовал более обтекаемые формулировки), и провести «прозрачное и вызывающее доверие расследование». В ответ российский президент назвал обвинения в адрес России «голословными и не подтверждёнными фактами». По данным газеты Le Monde, в официальном коммюнике, опубликованном Кремлём и Елисейским дворцом, диалог Путина и Макрона нашёл лишь «частичное отражение». По данным источников газеты, в ходе телефонной беседы Путин с презрением отозвался о Навальном, назвав его «простым баламутом в интернете», который ранее уже симулировал болезни и в этот раз сам принял «Новичок». Путин заявил, что «Новичок» не так уж сложно синтезировать и что один из его создателей живёт в Латвии. Путин также заявил, что Навальный совершал противозаконные действия, используя свой Фонд борьбы с коррупцией для шантажа депутатов и чиновников. По его словам, Россия ещё не начала официального расследования потому, что не получила результаты анализов из французских и немецких лабораторий. Как сообщил изданию Business Insider источник во французских спецслужбах, заявление Путина о том, что Навальный сам принял «Новичок», чтобы дискредитировать Россию, привели Макрона в ярость. Президент Франции посчитал это утверждение «оскорбительно невероятным». Путин «скормил Макрону полнейшую чушь о Навальном, самостоятельно принимающем смертельное отравляющее вещество, которое можно найти только в строго охраняемых российских военных хранилищах. Мы понимаем, что такие дурацкие, сбивающие с толку и часто противоречивые вещи Путин говорит в такого рода ситуациях у себя дома, но сказать такое президенту Франции? … Макрон считает, что нельзя врать президенту Франции, как какому-то русскому крестьянину». Сам Навальный прокомментировал эту версию отравления следующим образом: «Хорошая версия. Считаю, что заслуживает самого пристального изучения. Сварил на кухне „Новичок“. Тихо отхлебнул из фляжки в самолёте. Впал в кому».
15 сентября главы МИД России и Германии Сергей Лавров и Хайко Маас провели телефонные переговоры по взаимодействию «на фоне ситуации вокруг Алексея Навального». Москва призвала передать анализы политика и отказаться от политизации вопроса. Россия будет расценивать отказ от ответов на запросы как отсутствие желания партнёров «способствовать установлению истины в рамках объективного и всестороннего расследования случившегося».
ЕС назвал случившееся с Навальным попыткой убийства. Глава внешнеполитической службы ЕС Жозеп Боррель призвал российские власти содействовать расследованию. «Мы осуждаем без каких-либо двусмысленностей эту попытку убийства. Это слова, которые мы должны употреблять: попытка убийства», — сказал Боррель на пленарной сессии Европейского парламента.
7 октября, после публикации отчёта ОЗХО, министры иностранных дел Франции и ФРГ заявили в совместном коммюнике, что, в отсутствие заслуживающих доверия объяснений со стороны России, они считают её ответственность за отравление единственным разумным объяснением.
30 ноября 56 стран, входящих в ОЗХО, подписали совместную резолюцию, в которой заявили о причастности России к тому, что Алексей Навальный был отравлен боевым веществом «Новичок». В документе отмечено, что в достоверности выводов ОЗХО нет никаких сомнений, а Российская Федерация, на территории которой произошло отравление, призывается раскрыть обстоятельства применения химического оружия, а также саму программу «Новичка», и наказать виновных в покушении на оппозиционера.
23 декабря представитель Госдепа США обвинил ФСБ в отравлении Навального, а российское руководство — в создании теорий заговора вокруг него.
1 марта 2021 года эксперты ООН назвали отравление Алексея Навального «зловещим предупреждением» критикам властей России и снова призвали к международному расследованию, чтобы установить факты и выяснить все обстоятельства отравления. В заявлении отмечалось, что имеющиеся доказательства указывают на «весьма вероятную причастность» высокопоставленных представителей российских государственных структур к отравлению Навального. В опубликованном экспертами официальном письме отмечено, что поскольку во время пребывания в Томске за Навальным, как утверждается, «пристально следили государственные органы», это «делает маловероятным, чтобы какая-либо третья сторона могла применить такой яд без ведома российских властей».
2 марта в «санкционном» заявлении Минфина США в отравлении Навального была обвинена ФСБ РФ.
5 октября 45 стран-участниц ОЗХО передали представителям России вопросы, касающиеся отравления Навального, ответы на которые, в соответствии с п. 2 ст. IX КЗХО, должны быть предоставлены в течение 10 дней. 7 октября Россия передала свой ответ, а также инициировала встречный запрос. 18 октября Великобритания, Франция, ФРГ и Швеция передали ОЗХО ответы на вопросы России. По мнению Марка-Михаэля Блума, ответы содержали следующий посыл: «Мы недовольны ответами России и настаиваем на убедительном расследовании». МИД РФ заявил, что «полученные документы являются не более чем отписками».

#### Введение санкций против России
2 сентября 2020 года МИД Украины опубликовал заявление, в котором осудил «очередной преступный акт» и выразил мнение, что «только единодушная решительная позиция и твердое осуждение цивилизованного мира, включая санкции, могут заставить власти России прекратить совершать преступления, брутально нарушая права человека и разрушая правовые основы мироустройства как относительно ведущих оппозиционных политиков, так и целых государств».
16 сентября Европарламент выступил за неотложный запуск международного расследования с привлечением ЕС, ООН, Совета Европы и ОЗХО, а также за скорейшее принятие Евросоюзом масштабных ограничительных мер и усиление санкций против России. В качестве санкционного механизма Европарламент предложил заморозку европейских активов фигурантов расследований ФБК.
12 октября глава дипломатии ЕС Жозеп Боррель по итогам заседания Совета ЕС заявил, что страны-участники ЕС единогласно пришли к соглашению о введении санкции в отношении лиц, несущих ответственность за отравление Навального. Списки лиц и анализ доказательств, предоставленных Германией и Францией, находятся в работе. При этом Боррель подчеркнул, что санкции будут введены только в связи с конкретным инцидентом и не повлияют на другие аспекты отношений с Россией. Целью введения санкций была названа «помощь гражданскому обществу России, активистам в области прав человека».
15 октября «за использование химического оружия для попытки убийства Алексея Навального» Евросоюз ввёл санкции против шести высокопоставленных российских чиновников и силовиков: директора ФСБ Александра Бортникова, первого заместителя Руководителя Администрации президента Сергея Кириенко, начальника управления президента России по внутренней политике Андрея Ярина, заместителей министра обороны России Алексея Криворучко и Павла Попова и полпреда президента России в Сибирском федеральном округе Сергея Меняйло. Санкции также были введены против ГосНИИОХТа, который занимался разработкой «Новичка». Санкции предусматривают «запрет на поездки в ЕС и замораживание активов для физических лиц, а также замораживание активов для юридического лица. Кроме того, физическим и юридическим лицам из ЕС запрещено предоставлять средства перечисленным в списке лицам». В тот же день о введении аналогичных санкций объявила Великобритания.
По мнению ЕС, отравление Навального стало возможно «только с согласия администрации президента» и при участии ФСБ. ЕС пришёл к такому выводу на основании следующих данных: при администрации президента, по данным ЕС, создана рабочая группа, которая «противостоит влиянию Навального в российском обществе, в том числе путем проведения операций, направленных на его дискредитацию»; Навальный подвергался преследованию и репрессиям со стороны государственных органов и судов России из-за своей политической деятельности; сотрудники ФСБ следили за Навальным во время его поездки по Сибири, в том числе во время отравления; доступ к отравляющему веществу из семейства «Новичок», которым отравили Навального, имеют только российские государственные органы.
17 октября, комментируя введения санкций против группы российских чиновников, постпред России при ЕС Владимир Чижов сказал, что отношения между ЕС и Россией «находятся на низшей отметке» и что «зеркальные ответные меры будут приняты».
23 октября шесть сенаторов США направили письмо госсекретарю Майку Помпео и главе Минфина Стивену Мнучину, в котором потребовали ввести новые санкции против России из-за отравления оппозиционера Алексея Навального. В своём обращении сенаторы призвали использовать закон Магнитского, который позволяет вводить ограничения в отношении ответственных, по мнению Вашингтона, в нарушении прав человека, и закон о контроле за химическим и биологическим оружием.
2 марта 2021 года Европейский Союз ввел санкции против руководителей российских силовых ведомств (Федеральной службы исполнения наказаний, Следственного комитета, Генеральной прокуратуры и Росгвардии) в связи с отравлением Алексея Навального.
Позже в этот же день Соединённые Штаты ввели санкции против семи россиян и трёх организаций из-за ситуации с Навальным. МИД РФ пообещал ответить на санкции США по «принципу взаимности». Прокомментировало введение санкций против РФ министерство иностранных дел Китая, заявив, что внешние силы не имеют права вмешиваться во внутренние дела России.
4 марта агентство Bloomberg сообщило, что США и Великобритания обсуждают введение новых санкций против России за применение химического оружия. По данным агентства, под следующую волну санкционных ограничений могут попасть близкие к власти олигархи, а если и это не повлечёт должной реакции (ответов на вопросы Германии и Франции по отравлению Навального), то тогда может зайти речь и о санкциях против суверенного российский долга. Вечером 4 марта, когда стала известна эта информация, российский рубль ослаб с 73,37 до 74,98 рублей за доллар.
24 марта Канада ввела санкции против девяти россиян в связи с отравлением Алексея Навального. В список вошли директор ФСБ Александр Бортников, директор ФСИН Александр Калашников, первый замглавы администрации президента Сергей Кириенко, генпрокурор Игорь Краснов, заместители министра обороны Павел Попов и Алексей Криворучко, полпред президента в Сибирском федеральном округе Сергей Меняйло, начальник управления президента по внутренней политике Андрей Ярин, директор Росгвардии Виктор Золотов. Пресс-секретарь президента России Дмитрий Песков назвал введённые Канадой санкции незаконными.
20 августа, в годовщину отравления Навального, Великобритания ввела санкции против семи сотрудников ФСБ, которых она считает причастными к отравлению, в частности, против начальника Службы по защите конституционного строя и борьбе с терроризмом ФСБ РФ Алексея Седова. США ввели санкции против девяти сотрудников ФСБ, а также Института криминалистики ФСБ и Государственного научно-исследовательский испытательного института военной медицины Министерства обороны (ГНИИ ВМ). Помимо этого, США объявили о введении второго раунда санкций против России за использование химического оружия при отравлении Навального, согласно которому США ввели дополнительные ограничения на экспорт товаров и технологий, связанных с ядерной и ракетной промышленностью, а также ограничения на импорт некоторых видов российского огнестрельного оружия и боеприпасов.
14 ноября 2022 года Евросоюз ввёл санкции против восьми сотрудников ФСБ и специалистов по боевым отравляющим веществам, причастных к отравлению Навального.

### Неофициальные реакции за рубежом
В июне 2021 года перед встречей президентов России и США в Женеве установили три билборда с вопросом Путину о Навальном: «Навального отравили „Новичком“», «И до сих пор нет расследования?» и «Как же так, президент Путин?».

### Отношение российской общественности
20 и 21 августа (в день отравления и на следующий день) в ряде городов России прошли пикеты в поддержку Навального.
Согласно опросу Левада-центра, проведённому 25—30 сентября 2020 года, об отравлении Алексея Навального слышали 77 % респондентов, 18 % внимательно следили за развитием ситуации. Из числа тех, кто слышал об отравлении, 21 % восприняли сообщение об отравлении с сочувствием, 19 % — с недоумением, 45 % не испытали особых чувств. В то, что Навальный был отравлен, верят 33 %, не доверяет этой информации — 55 %. По мнению 30 % верящих в отравление, к этому преступлению причастны российские власти, 8 % полагают, что Навального отравили фигуранты его расследований, и столько же (8 %) считают, что его отравили западные спецслужбы.
После публикации расследования The Insider, Bellingcat и CNN и телефонного разговора Навального с Кудрявцевым в ряде городов России прошли пикеты в поддержку Навального. Несколько групп региональных депутатов направили в Следственный комитет и ФСБ требования возбудить уголовное дело по статье 277 УК РФ — «Посягательство на жизнь государственного или общественного деятеля, совершенное в целях прекращения его государственной или иной политической деятельности либо из мести за такую деятельность».

### Заявление Лукашенко о перехвате телефонного разговора
3 сентября 2020 года президент Беларуси Александр Лукашенко на встрече с Михаилом Мишустиным в Минске заявил, что спецслужбы Беларуси перехватили разговор между «представителями Берлина и Варшавы», который «отчётливо говорит о том, что это фальсификация. Никакого отравления Навального не было». На записи разговора, опубликованной гостелевидением Беларуси, «представитель Варшавы» спрашивает, действительно ли Навальный был отравлен, на что «представитель Берлина» отвечает ему, что «в данном случае это не так важно», поскольку «идёт война» и там «все средства хороши». После этого «представитель Варшавы» говорит, что нужно «отбить охоту Путину совать нос в дела Беларуси» и «утопить его в проблемах России». Далее идёт обсуждение ситуации в Беларуси, в ходе которого «представитель Варшавы» говорит, что Лукашенко — «крепкий орешек» (здесь есть намёк на название фильма) и что дела в Беларуси идут «не очень». Позднее Лукашенко сообщил, что существует неопубликованная часть переговоров, и что он передал полную версию аудиозаписи директору ФСБ Александру Бортникову.
Официальный представитель правительства ФРГ Штеффен Зайберт прокомментировал это заявление: «Разумеется, утверждение Александра Лукашенко не соответствует действительности». МИД Польши также выступил с опровержением: «Мы опровергаем белорусские сообщения о якобы имевшем место телефонном разговоре на линии Варшава — Берлин, в котором власти двух стран якобы признали, что Алексей Навальный не был отравлен». Светлана Тихановская прокомментировала неточность перевода текста переговоров: «как дипломированная переводчица с английского замечу, что „англ. completely nuts“, это не „крепкий орешек“. Мягко говоря». Политолог Марк Галеотти назвал заявление Лукашенко о перехвате переговоров «отчаянной попыткой апеллировать к Путину», «говорить то, что хочет слышать Путин». По мнению Галеотти, Лукашенко сделал это «для того, чтобы показать Путину: он может доверять Лукашенко».
После публикации «перехваченного разговора между Варшавой и Берлином» в русскоязычных соцсетях появилось множество мемов на эту тему. Как отметила Русская служба Би-би-си, пользователи соцсетей шутили над малоправдоподобностью и наивностью формулировок и проводили параллели «с клише из американских боевиков с примесью кадров из советских комедий». Юморист Максим Галкин опубликовал в своём Instagram пародию на разговор Путина и Лукашенко, которая за сутки набрала 2 млн просмотров.

### Комментарии Алексея Навального после отравления
14 сентября в интервью NYT Алексей Навальный сообщил, что после выздоровления планирует вернуться в Россию для продолжения своей прежней деятельности. При этом, по информации NYT, Навальный в разговоре с немецким прокурором заявил, что не желает сотрудничать с российскими властями в расследовании своего отравления.
24 сентября Навальный прокомментировал многочисленные версии своего отравления, появляющиеся в СМИ. Он предположил, что в Кремле создали «целый департамент для придумывания новых версий» того, что случилось с ним.
30 сентября Алексей Навальный дал большое интервью немецкому журналу Der Spiegel — своё первое интервью после отравления. Он выразил уверенность, что за его отравлением стоял Владимир Путин, так как приказ использовать «Новичок» могли дать только главы ФСБ, СВР или ГРУ с личного одобрения Путина. По мнению Навального, российские власти разрешили вывезти его в Германию потому, что «для людей Путина важно не давать противнику статус жертвы, и не давать ему — жив он или мёртв — политического капитала. Если бы я умер в Омске или моему здоровью был бы нанесён непоправимый ущерб, это, безусловно, легло бы на их репутацию. Возможно, не удалось бы доказать отравление „Новичком“, но это была бы их вина, что мне не разрешили уехать из страны. Кроме того, они выждали 48 часов — вероятно, в надежде, что яд уже нельзя будет обнаружить».
В том же интервью Навальный повторно заявил, что после реабилитации намерен вернуться в Россию, и назвал своей главной задачей подготовку к выборам в Государственную думу в 2021 году и разрушение монополии партии «Единая Россия».
6 октября на YouTube-канале Юрия Дудя, «вДудь», было опубликовано видеоинтервью с Алексеем Навальным и его женой Юлией, которое стало первым видеоинтервью Навального после отравления и за четыре дня набрало 14 млн просмотров.
16 ноября Навальный подал иск в Пресненский суд о защите чести и достоинства к пресс-секретарю президента РФ Дмитрию Пескову, в котором просит признать несоответствующим действительности и порочащим честь, достоинство и деловую репутацию заявление Пескова о том, что с оппозиционером работают «специалисты ЦРУ». Поводом для иска указана публикация ТАСС 1 октября «Песков заявил, что обвинения Навального в адрес Путина инспирированы ЦРУ, они неприемлемы». Суд оставил иск без движения, а 12 января 2021 вернул его истцу, сославшись на несоблюдение ст. 131 и 132 ГПК РФ, регламентирующих форму и содержание заявления, а также сопутствующие документы.

### Комментарии политологов и социологов
Политолог Николай Петров, старший научный сотрудник Королевского института международных отношений (Chatham House) и профессор политологии Высшей школы экономики, комментируя отравление Навального для The New York Times, отметил, что в Кремле «никто другой не вызывает таких враждебных чувств и такого страха, как Навальный». Это означает, что «существует очень длинный список потенциальных врагов», которые могут желать смерти Навального, или, как минимум, хотят сделать его недееспособным. Однако, Навальный — это настолько заметная в России фигура, что никто из его личных врагов не решился бы на такие радикальные меры в его отношении без, «как минимум, молчаливого согласия Путина». По мнению Петрова, в России действует система, «как в мафии: ничего нельзя сделать без одобрения и гарантий неприкосновенности со стороны босса. Я не говорю, что Путин напрямую приказал отравить его, но никто не может действовать, не удостоверившись, что босс останется доволен и не накажет их».
Мнение о том, что к отравлению Навального имеет отношение лично Путин, высказал также доктор исторических наук, политолог Валерий Соловей. По его мнению, подобные операции не могут быть реализованы без ведома Путина, который как минимум был в курсе планов отравления. Соловей также считает, что после возвращения в Россию на Навального продолжат оказывать финансовое давление и попытаются «бить по всем его связям, по всем, с кем он сотрудничает и взаимодействует».
Специалист по российским спецслужбам, почётный профессор Университетского колледжа Лондона Марк Галеотти отметил в интервью DW, что использование «Новичка» является доказательством того, что к попытке отравления Навального причастно либо государство, либо «кто-то с большой степенью власти и авторитета в государстве». По мнению Галеотти, если меры, предпринятые Западом в ответ на это отравление, не будут действенными, то Москва продолжит проводить подобные операции.
Общественный и политический деятель Михаил Ходорковский выразил уверенность, что попытка отравления исходила от высшего руководства РФ, однако не обязательно преследовала цель убийства, а являлась своего рода «последним предупреждением» Навальному и имела цель устрашения российской оппозиции в целом. Кроме того, по его мнению, она могла быть предпринята для отвлечения внимания от происходившего в то время силового подавления протестов в Беларуси, поскольку российские власти не были заинтересованы в падении режима Лукашенко.
Экс-посол ФРГ в России и бывший вице-президент Федеральной разведывательной службы Германии Рюдигер фон Фрич, комментируя бездействие РФ в расследовании отравления Навального, заявил: «Вот уже свыше трёх недель мы находимся в ситуации, когда Россия никак не помогает в расследовании, а только выдвигает ответные обвинения… Тот, кто сам украл, потом очень громко кричит, показывая руками в другую сторону. Мы с этим сталкиваемся уже в который раз. Сценарий один и тот же: ответные обвинения, перенос бремени сбора доказательств на других, угрозы, высмеивания. Самое главное — лишь бы не проводить расследование, никогда».
Профессор Ратгерского университета, социолог Сергей Ерофеев сообщил, что в сентябре 2020 года группа профессоров ряда признанных университетов выдвинула Навального на получение Нобелевской премии мира как внёсшего значительный вклад в борьбу за права человека. Ерофеев отметил, что хотя сама идея такого выдвижения не нова, она приобрела особенную актуальность в связи со случившимся отравлением Навального.

## Судьбы омских медиков, лечивших Навального
7 ноября 2020 года главный врач омской больницы Александр Мураховский, заявлявший об отсутствии ядов в анализах Навального и исключавший его отравление, получил должность министра здравоохранения Омской области. По мнению Навального и ряда общественных деятелей, назначение Мураховского могло являться наградой за его действия в связи с сокрытием следов отравления. Событие вызвало резонанс в СМИ, в том числе зарубежных, а также привело к проведению пикетов.
В феврале 2021 года скончался врач омской больницы Сергей Максимишин, работавший заместителем руководителя по анестезиологии и реанимации в отделении, в котором ранее лежал Алексей Навальный. После этого Леонид Волков заявил CNN, что умершему было больше всех известно о состоянии здоровья Алексея Навального, и поэтому в данном случае нельзя было исключать возможность преступного умысла в его смерти. 26 марта 2021 года умер заведующий отделением травматологии и ортопедии омской больницы Рустам Агишев, не сумев восстановиться после инсульта, перенесённого в декабре 2020 года. Западные СМИ связывают эти случаи с делом об отравлении Алексея Навального. Оба медика скончались после того, как дело Навального приобрело очевидную политическую окраску. Радио Свобода утверждает, что контактировавшие с Навальным врачи, судя по всему, оказались под пристальным вниманием Кремля. В то же время, Христо Грозев отнёсся скептически к связи между этими смертями.

## Фильмография
- Телевизионный репортаж-расследование CNN и Bellingcat, вышедший в эфир в декабре 2020 года, получил новостную и документальную премию «Эмми» в номинации «выдающийся новостной расследовательский репортаж»[534][535]
- «Дело Навального: Путин, яд, власть». Документальный фильм производства ZDF, 2021. Видео на YouTube
- «Вся правда об отравлении Навального». Документальный фильм-расследование соратников Навального, 2021. Видео на YouTube
- «Навальный». Документальный фильм CNN Films[англ.] канадского режиссёра Дэниела Роэра, 2022.